# Liste de personnalités nées à Chicago
Ci-dessous se dresse une liste non exhaustive de personnalités nées dans la ville de Chicago, dans l'État de l'Illinois, aux États-Unis, en suivant un classement par ordre alphabétique. Pour chaque personnalité sont donnés le nom, l'année de naissance, l'année de décès le cas échéant, et la qualité ou profession.
- Haut – A
- B
- C
- D
- E
- F
- G
- H
- I
- J
- K
- L
- M
- N
- O
- P
- Q
- R
- S
- T
- U
- V
- W
- X
- Y
- Z

## A

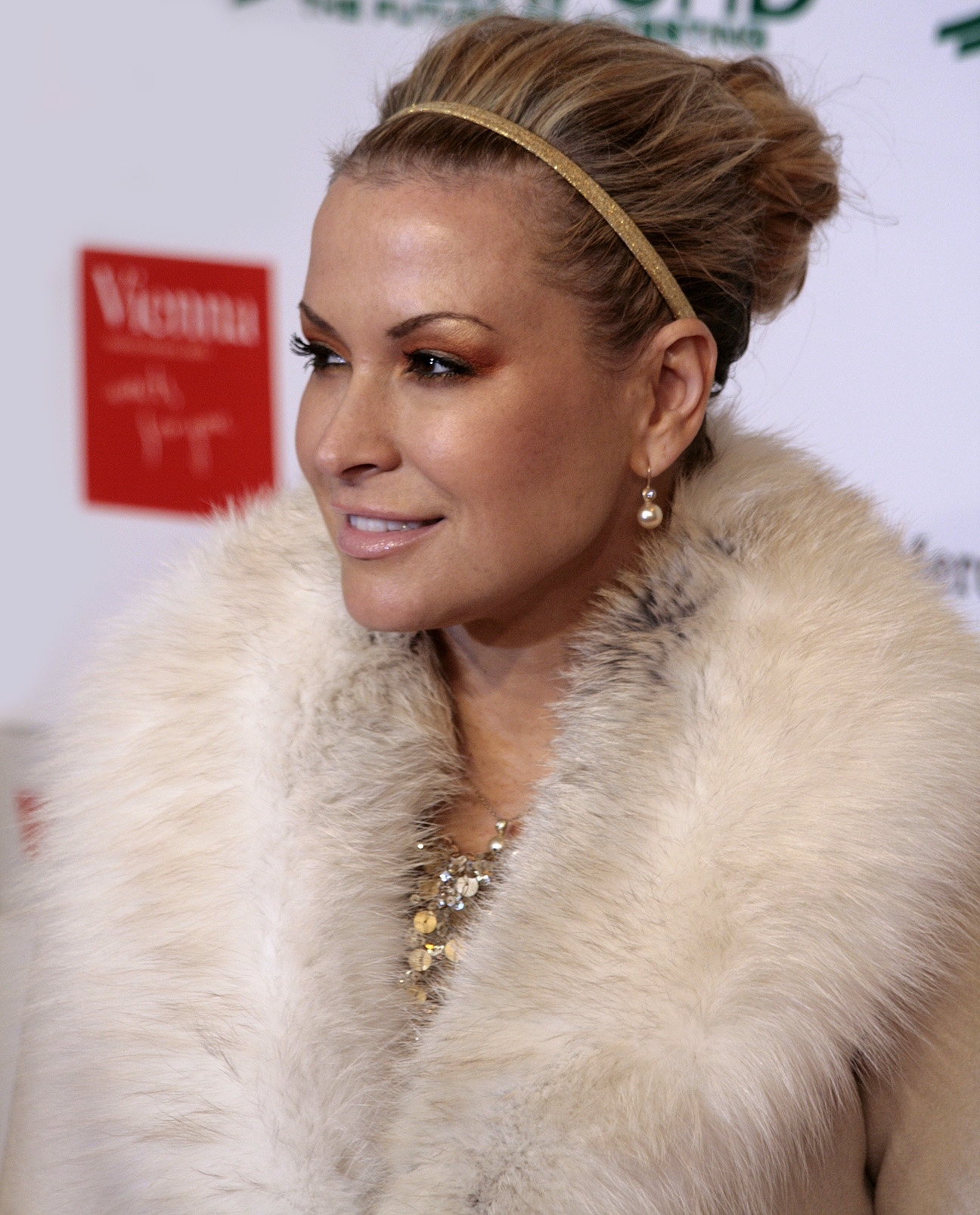
Anastacia

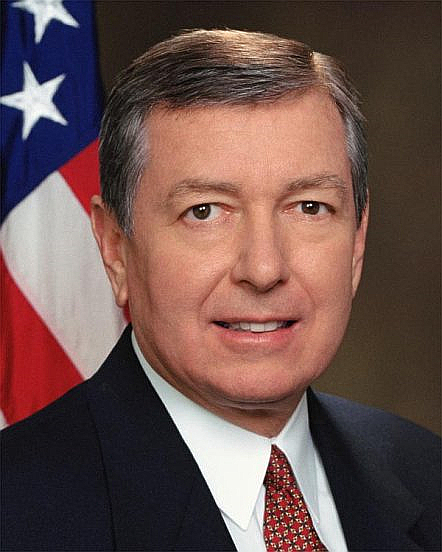
John Ashcroft

- Jessica Abel (née en 1969), scénariste, dessinatrice.
- Tony Accardo (1906-1992), gangster.
- Katrina Adams (née en 1968), joueuse de tennis professionnelle.
- Paul Adelstein (né en 1969), acteur.
- Adonis, compositeur et producteur de musique électronique
- Abraham Albert (1905-1972), mathématicien.
- Lorez Alexandria (1929-2001), chanteuse.
- Saul Alinsky (1909-1972), sociologue.
- Gene Ammons (1925-1974), saxophoniste.
- Morey Amsterdam (1908-1996), acteur et scénariste.
- Anastacia (née en 1968), chanteuse, styliste.
- Gillian Anderson (née en 1968), actrice.
- Ray Anderson (né en 1952), tromboniste, tubiste et vocaliste.
- Michael Anthony (né en 1955), bassiste du groupe Van Halen.
- Billy Boy Arnold (né en 1935), chanteur et harmoniciste de blues.
- Patricia Arquette (née en 1968), actrice.
- John Ashcroft (né en 1942), homme politique.
- Jean M. Auel (née en 1936), écrivaine.

## B

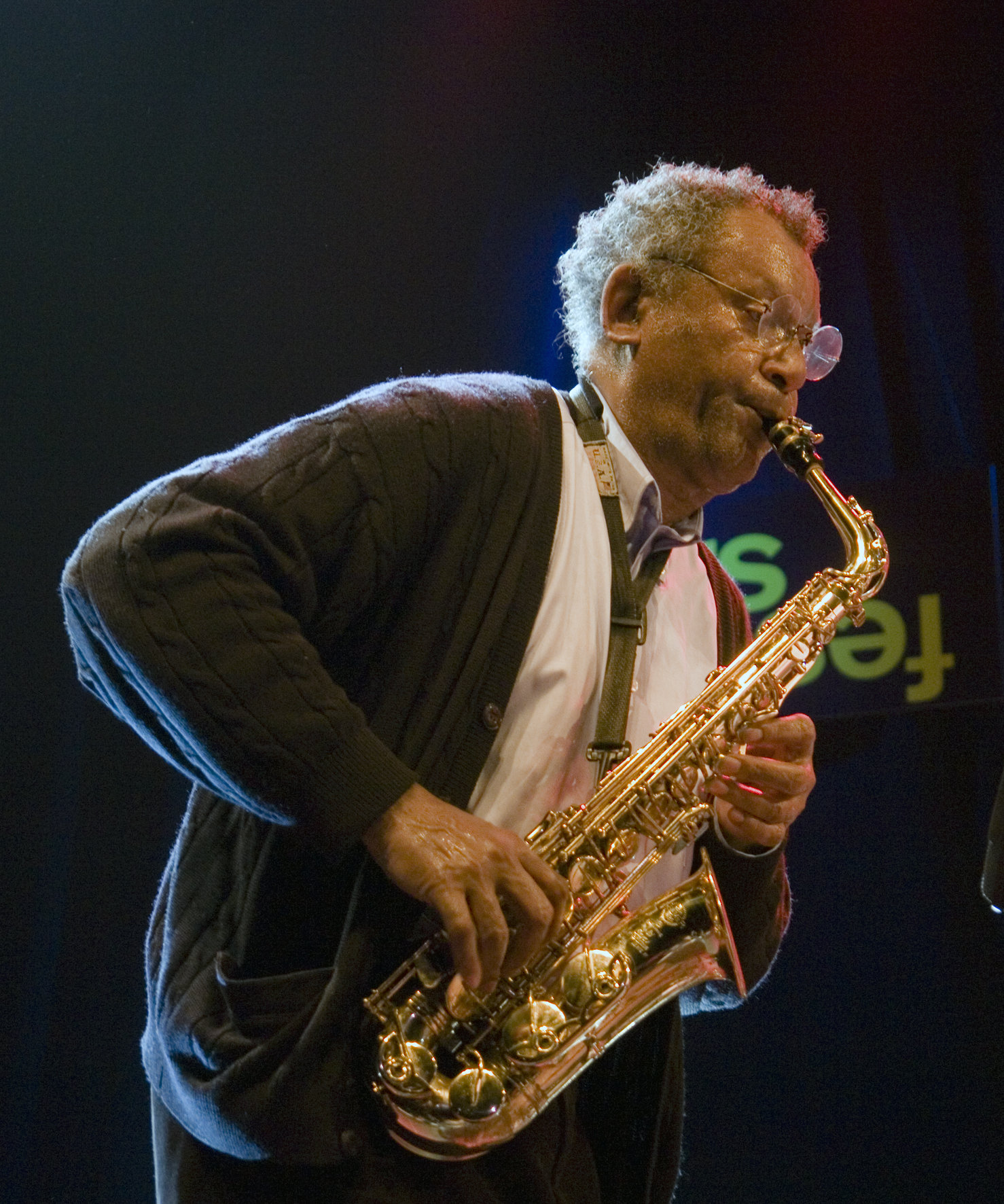
Anthony Braxton

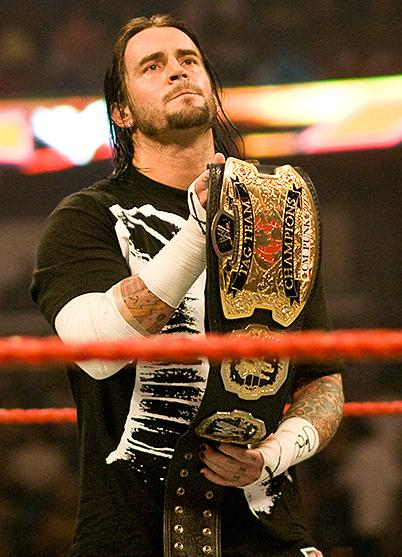
CM Punk

- Barbara Bain (née en 1931), actrice.
- Bob Balaban (né en 1945), acteur, producteur, réalisateur et scénariste.
- Adam Baldwin (née en 1962), acteur.
- John W. Baldwin (1929-2015), historien.
- Michael Angelo Batio (né en 1956), guitariste.
- Bates Battaglia (né en 1975), joueur professionnel de hockey sur glace.
- Jennifer Beals (née en 1963), actrice.
- Melissa Bean (née en 1962), femme politique.
- James Belushi (né en 1954), acteur.
- John Belushi (1949-1982), acteur.
- Rhona Bennett (née en 1976), chanteuse et membre du groupe En Vogue.
- Jack Benny (1894-1974), acteur.
- Edward Bernds (1905-2000), scénariste, réalisateur.
- Edward Allen Bernero (né en 1962), scénariste, producteur.
- Gilbert Bliss (1876-1951), mathématicien.
- Robert Bloch (1917-1994), écrivain de romans policiers et de nouvelles fantastiques.
- Budd Boetticher (1916-2001), réalisateur, scénariste, producteur et acteur.
- Tom Bosley (1927-2010), acteur.
- Andre Braugher (né en 1962), acteur.
- Anthony Braxton (né en 1945), compositeur de jazz.
- Phillip « CM Punk » Brooks (né en 1978), catcheur professionnel.
- Barry Byrne (1883-1967), architecte.
- Edgar Rice Burroughs (1875-1950), écrivain, créateur de Tarzan.
- Dick Butkus (né en 1942), ancien joueur de football américain ayant évolué comme linebacker.
- Paul Butterfield (1942-1987), chanteur de blues.

## C

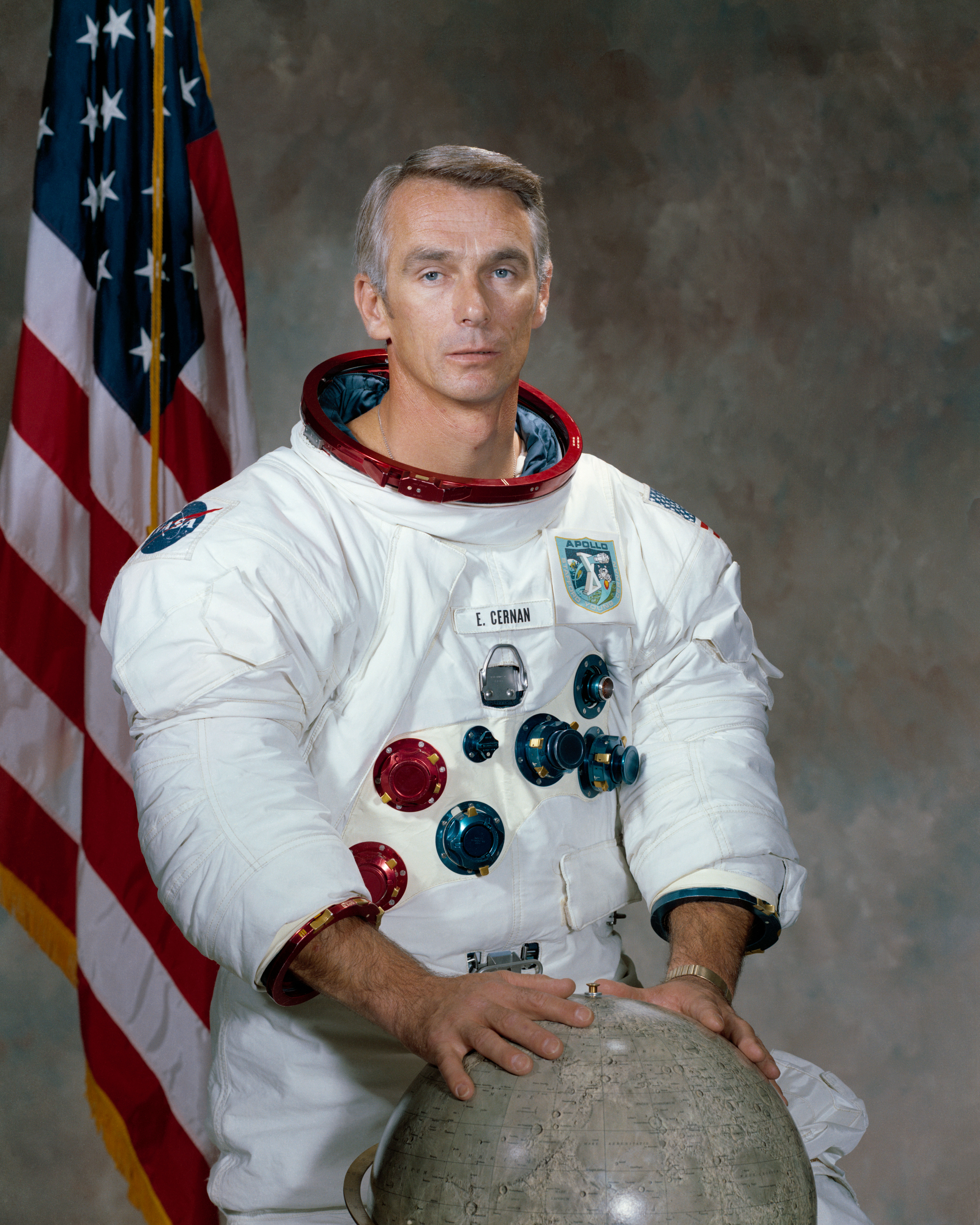
Eugene Cernan

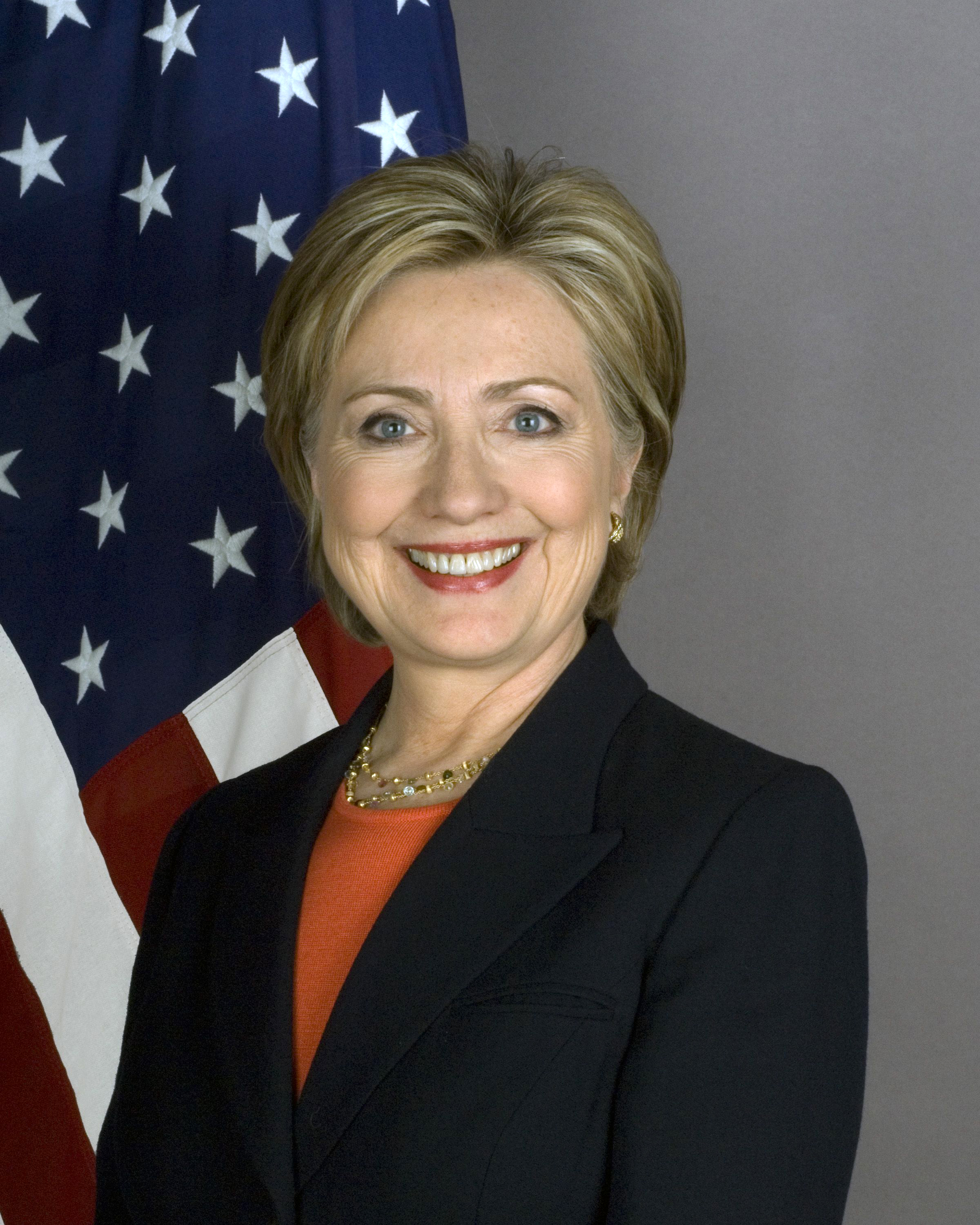
Hillary Rodham Clinton

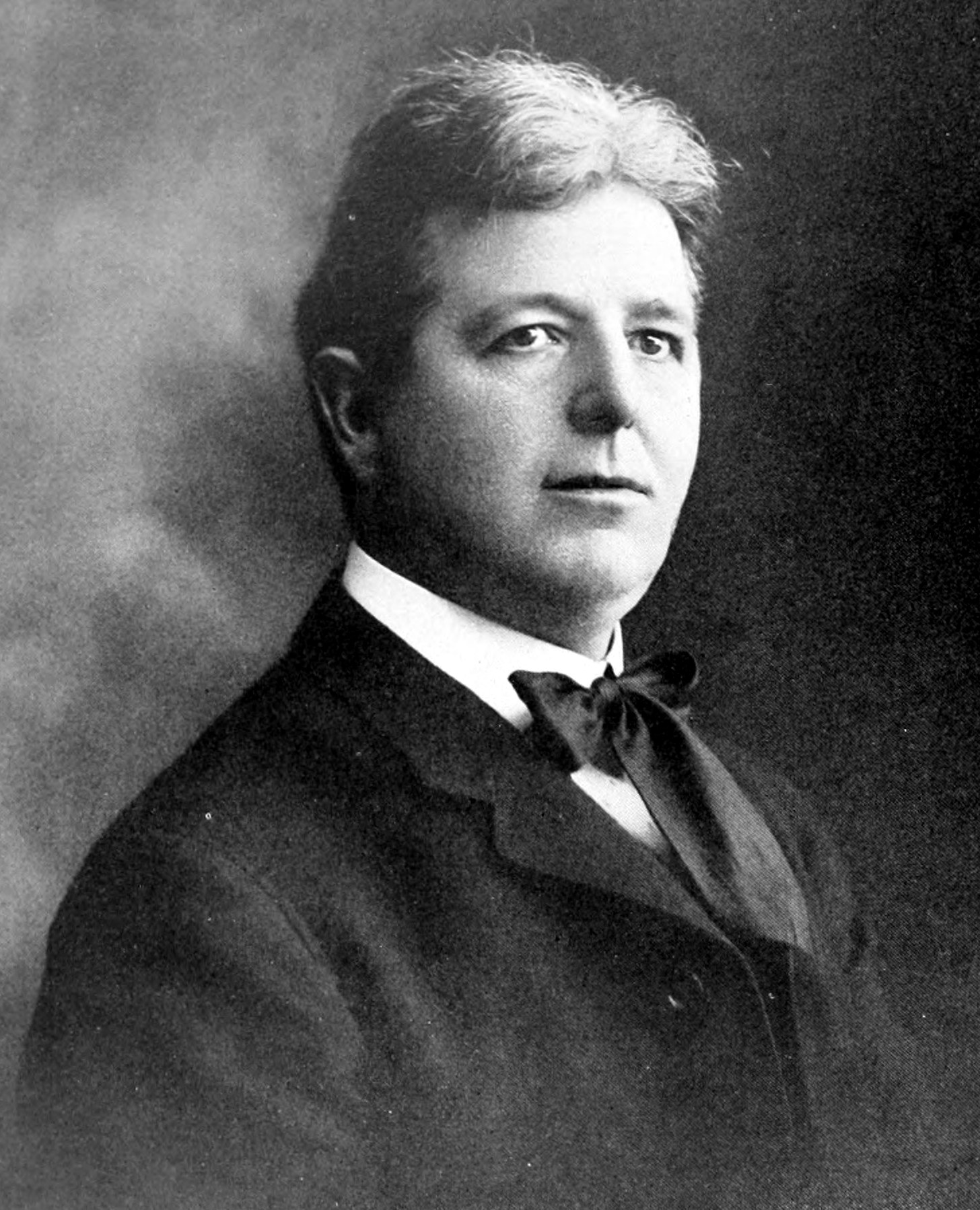
Charles Comiskey

- Frances Callier (née en 1969), actrice.
- Terry Callier (né en 1945), musicien de jazz.
- John Capodice (né en 1941), acteur.
- Ron Carroll (né en 1968), chanteur, Disc-jockey.
- Dan Castellaneta (né en 1957), acteur, célèbre pour avoir prêté sa voix à Homer Simpson, dans la série télévisée Les Simpson.
- Eugene A. Cernan (1934-2017), astronaute.
- Exene Cervenka (née en 1956), chanteuse de punk.
- Peter Cetera (né en 1944), compositeur, chanteur, bassiste et membre fondateur du groupe Chicago.
- Raymond Chandler (1888-1959), écrivain.
- Jay Chandrasekhar (né en 1968), acteur.
- Chris Chelios (né en 1962), hockeyeur retraité.
- Sandra Cisneros (née en 1954), romancière et poétesse.
- Wesley K. Clark (né en 1944), homme politique et ancien général des Forces armées des États-Unis.
- Hillary Rodham Clinton (née en 1947), femme politique, sénatrice.
- Daniel Clowes (né en 1961), auteur et illustrateur de bandes dessinées.
- Steve Coleman (né en 1956), saxophoniste américain, improvisateur et compositeur.
- Charles Comiskey (1859-1931), propriétaire et manager des White Sox de Chicago
- Common (né Lonnie Rashid Lynn, Jr. en 1972), rappeur et acteur.
- Robert Conrad (1935-2020), acteur.
- Cynthia Cooper (née en 1963), joueuse de basket-ball.
- Jack Costanzo (1922-2018), percussionniste.
- Patrick Creadon (né en 1967), réalisateur de documentaires.
- Michael Crichton (1942-2008), écrivain de science-fiction et cinéaste.
- James Watson Cronin (1931-2016), physicien, Prix Nobel de physique 1980.
- Terry Cummings (né en 1961), ancien joueur de basket-ball.

## D

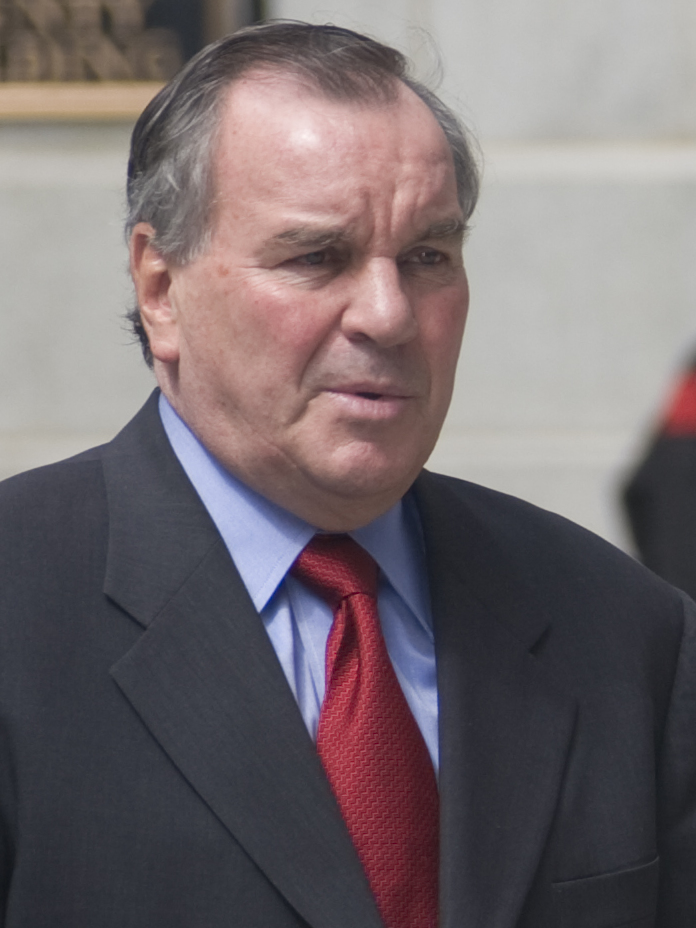
Richard M. Daley

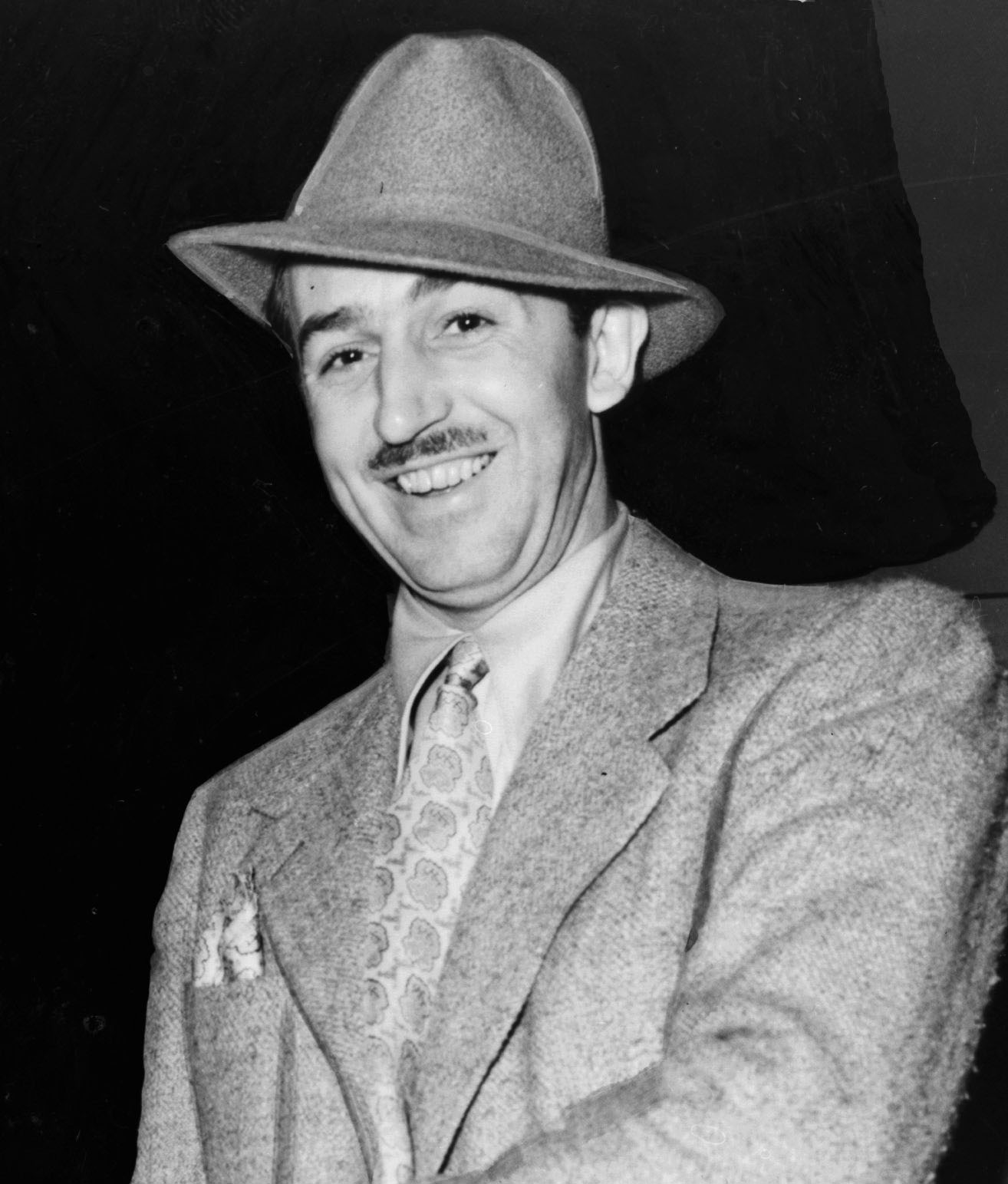
Walt Disney

- Da Brat (née Shawntae Harris en 1974), rappeuse.
- Richard Daley (1902-1976), maire de Chicago de 1955 à 1976.
- Richard M. Daley (né en 1942), maire de Chicago de 1989 à 2011.
- Mark Damon (né en 1933), acteur et producteur de cinéma.
- Bruce Davidson (né en 1933), photographe.
- Clifton Davis (né en 1945), acteur, chanteur et pasteur.
- Nathan Davis (1917-2008), acteur.
- Orbert Davis (né en 1960), trompettiste.
- Alfred de Grazia (1919-2014), philosophe, politologue, enseignant et écrivain.
- Jack DeJohnette, batteur et pianiste de jazz.
- David Diaz (né en 1976), boxeur.
- Philip K. Dick (1928-1982), écrivain.
- Roy Oliver Disney (1893-1971), grand frère de Walt Disney.
- Walt Disney (1901-1966), dessinateur et producteur de dessins animés.
- Paul Dirmeikis (né en 1954), poète, chanteur, compositeur et peintre.
- John Dos Passos (1896-1970), écrivain et peintre.
- Mike Douglas (1925-2006), acteur, chanteur et animateur de télévision.
- Brian Doyle-Murray (né en 1945), acteur et scénariste.
- Frank Drake (1930-2022), astronome.
- Michael Clarke Duncan (né en 1957), acteur.

## E
- Nora Eddington (1924-2001), actrice.
- Keith Edmier (né en 1967), sculpteur.
- Lincoln Ellsworth (1880-1951), explorateur polaire.
- Rahm Emanuel (né en 1959), homme politique.
- John Erman (1935-2021), réalisateur, producteur et acteur.
- Jimmy Evert (1923-2015), joueur de tennis.

## F

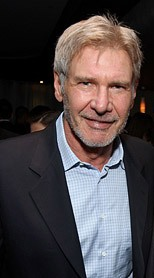
Harrison Ford

- Keith Farley (né en 1962), Disc jockey, compositeur et producteur de musique.
- Dennis Farina (1944-2013), acteur et producteur.
- Mark Farina (né en 1969), disc-jockey.
- Deitra Farr (née en 1957), chanteuse de blues.
- Meagen Fay (née en 1957), actrice.
- Lupe Fiasco (né en 1982), rappeur.
- Marshall Field III (1893-1956), entrepreneur.
- Bobby Fischer (né en 1943), joueur d'échecs.
- Bud Fisher (1885-1954), scénariste, réalisateur et producteur.
- Michael Flatley (né en 1958), danseur et chorégraphe.
- Betty Ford (1918-2011), Première dame des États-Unis de 1974 à 1977.
- Harrison Ford (né en 1942), acteur.
- Bob Fosse (1927-1987), danseur et chorégraphe.
- Melvin Frank (1913-1988), scénariste, producteur et réalisateur.
- Dennis Franz (né en 1944), acteur.
- Betty Freeman (1921-2009), photographe, philanthrope.
- William Friedkin (1935-2023), réalisateur, scénariste et producteur de film.
- Kinky Friedman (1944-2024), chanteur, auteur-compositeur, romancier et homme politique.
- Joseph G. Fucilla (1897-1981), linguiste, lexicographe et hispaniste américain.
- George Furth (1932-2008), acteur et scénariste.
- Jules Furthman (1888-1966), journaliste, scénariste.

## G

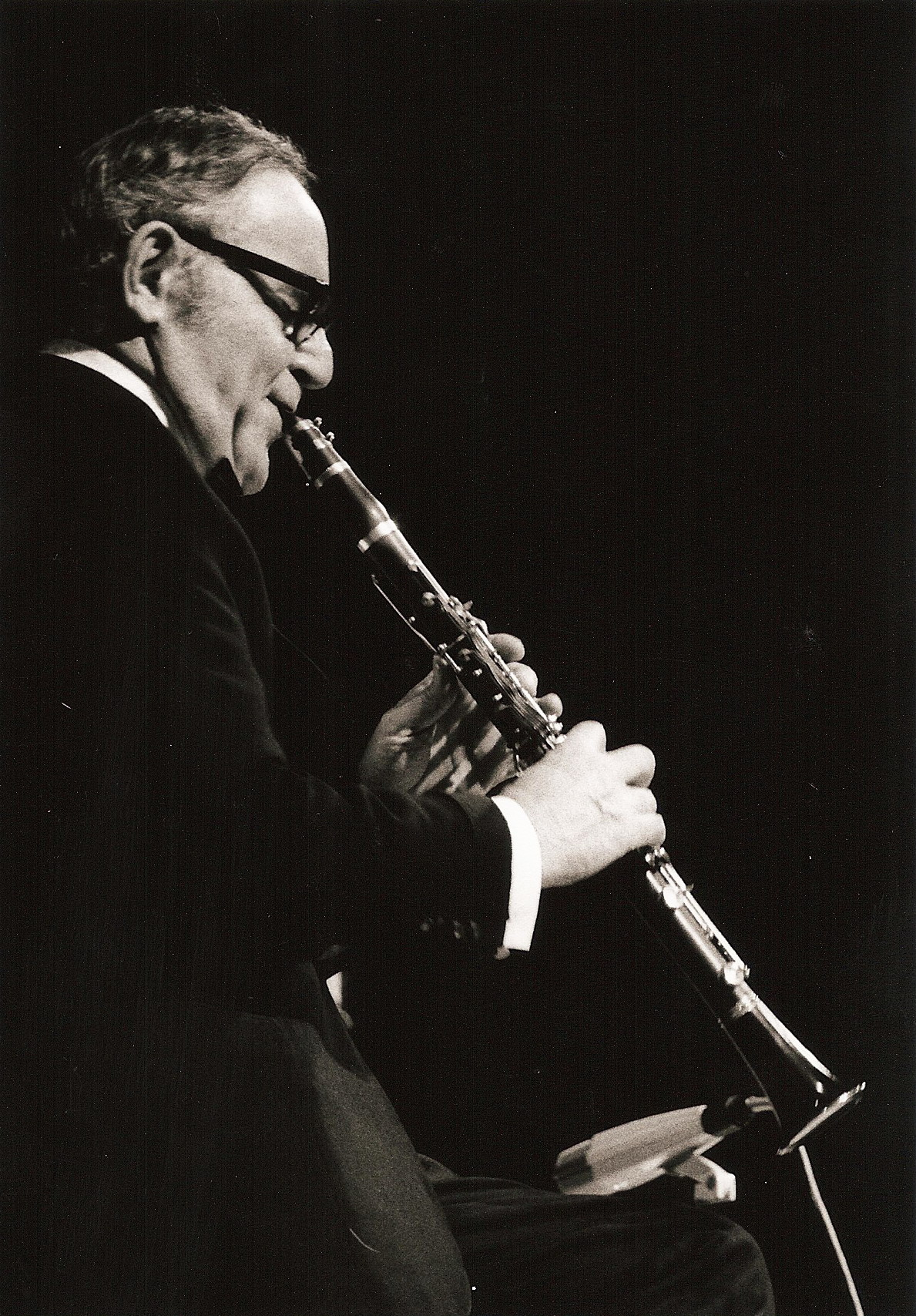
Benny Goodman

- John Wayne Gacy (1942-1994), criminel.
- Jeff Garlin (né en 1962), acteur.
- Francis George (1937-2015), archevêque de Chicago et cardinal de l'Église catholique.
- Jami Gertz (née en 1965), actrice.
- Sam Giancana (1908-1975), gangster, parrain de la mafia de 1957 à 1966.
- Barry Gifford (né en 1946), écrivain, romancier, poète et scénariste.
- Benny Goodman (1909-1986), musicien de jazz.
- Steve Goodman (1948-1984), chanteur et auteur de chansons.
- Stuart Gordon (1947-2020), réalisateur, scénariste, producteur et acteur.
- Edward Gorey (1925-2000), illustrateur.
- Laura Granville (née en 1981), joueuse de tennis professionnelle.
- Seymour Greenberg (1920-2006), ancien joueur de tennis.
- Johnny Griffin (1928-2008), saxophoniste.
- Tom Gries (1922-1977) producteur, réalisateur et scénariste.
- Michael Gross (né en 1947), acteur.

## H

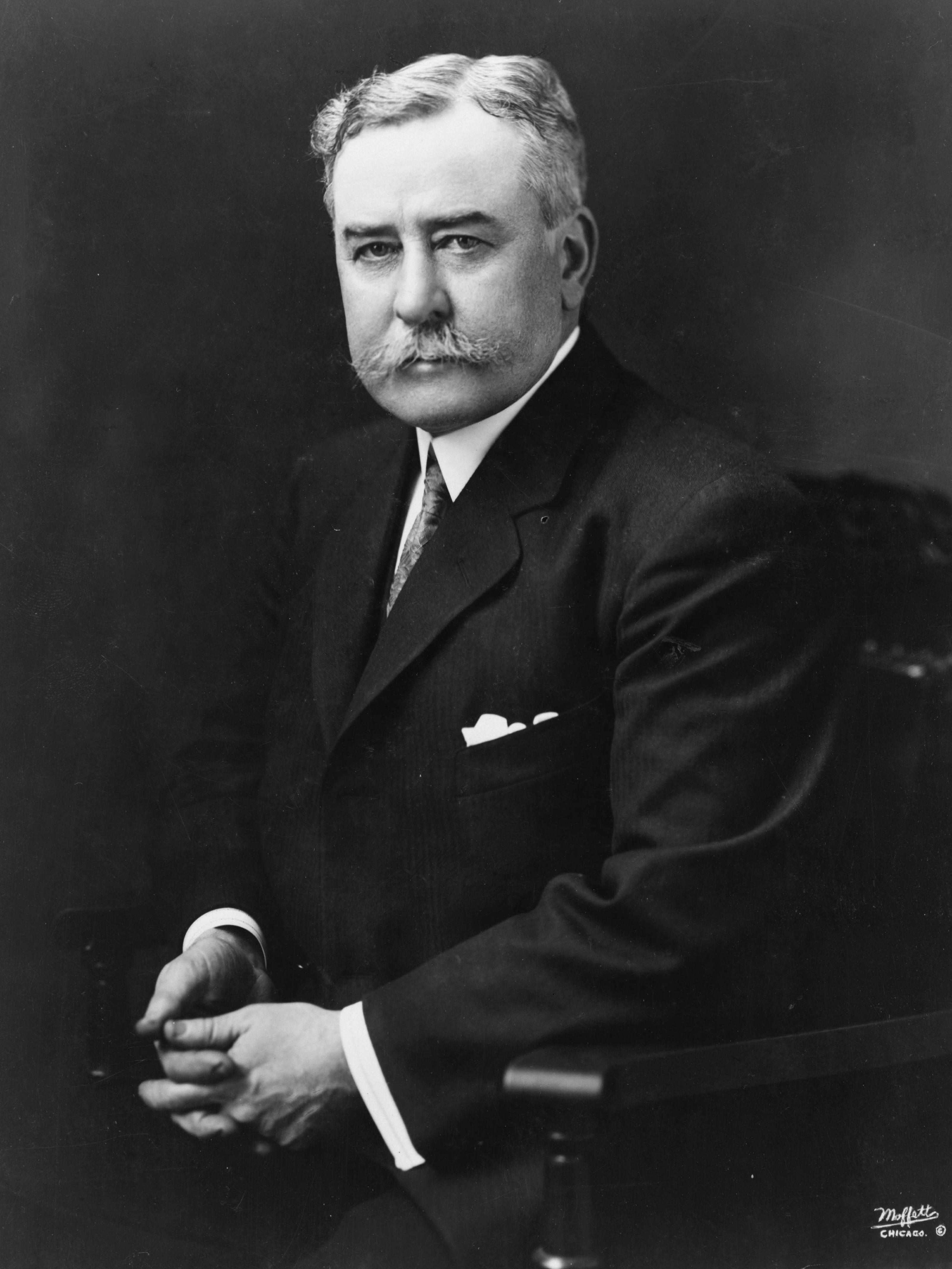
Carter Harrison, Jr.

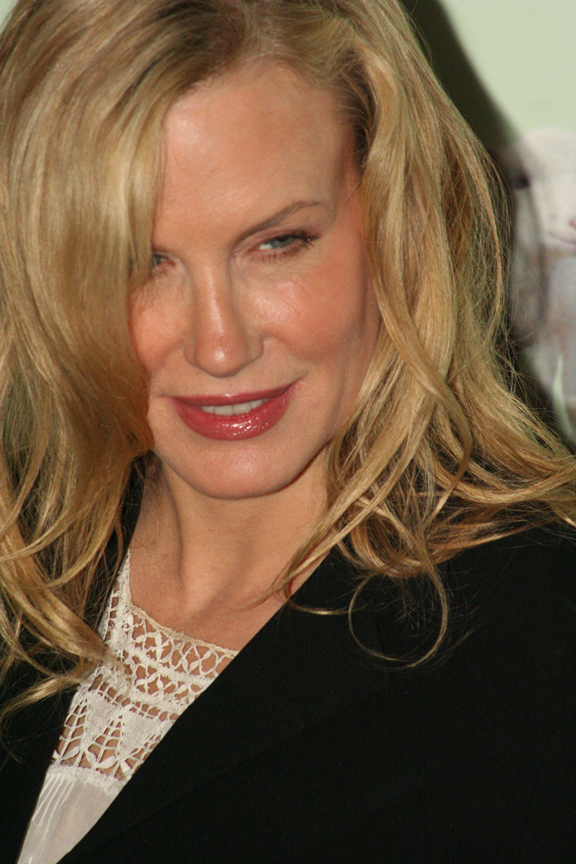
Daryl Hannah

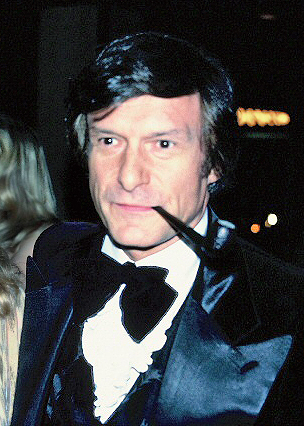
Hugh Hefner

- Dorothy Hamill (née en 1956), ancienne patineuse artistique.
- Richard Hamming (1915-1998), mathématicien.
- Herbie Hancock (née en 1940), musicien.
- Daryl Hannah (née en 1960), actrice.
- Jessica Harper (née en 1949), actrice.
- William Harridge (1883-1971), ancien président de la Ligue Américaine de baseball.
- Carter Harrison, Jr. (1860-1953),  maire de Chicago de 1897 à 1905 et de 1911 à 1915.
- Donny Hathaway (1945-1979), auteur, compositeur et interprète soul.
- Sean Hayes (né en 1970), acteur.
- Luther Head (né en 1982), joueur de basket-ball.
- Larry Heard (né en 1960), disc jockey.
- Christie Hefner (née en 1952), ex PDG de Playboy Enterprises.
- Hugh Hefner (1926-2017), fondateur et propriétaire du magazine de charme Playboy.
- Betsy Heimann, costumière.
- Ralph Helfer (née en 1931), dresseur d'animaux et comportementaliste.
- Sue Hendrickson (née en 1949), paléontologue connue pour la découverte de « Sue ».
- Marilu Henner (née en 1952), actrice.
- Andrew Hill (1931-2007), pianiste et compositeur de jazz.
- Kyle Hill (né en 1979), joueur de basket-ball.
- Stuart Holmes (1884-1971), acteur.
- Kathleen Horvath (née en 1965), ancienne joueuse de tennis.
- Carl Hovland (1912-1961), psychologue.
- Juwan Howard (né en 1973), joueur de basket-ball.
- Terrence Howard (né en 1969), acteur.
- Jennifer Hudson (née en 1981), actrice et chanteuse.
- Bonnie Hunt (née en 1961), actrice et écrivain.
- Steve « Silk » Hurley (né en 1962), DJ, compositeur et producteur de musique.

## I
- James Iha (né en 1968), ancien membre du groupe de rock The Smashing Pumpkins.
- Frank Interlandi (1924-2010), dessinateur de presse pour le Los Angeles Times.
- Eugene Izzi (1953-1996), écrivain.

## J

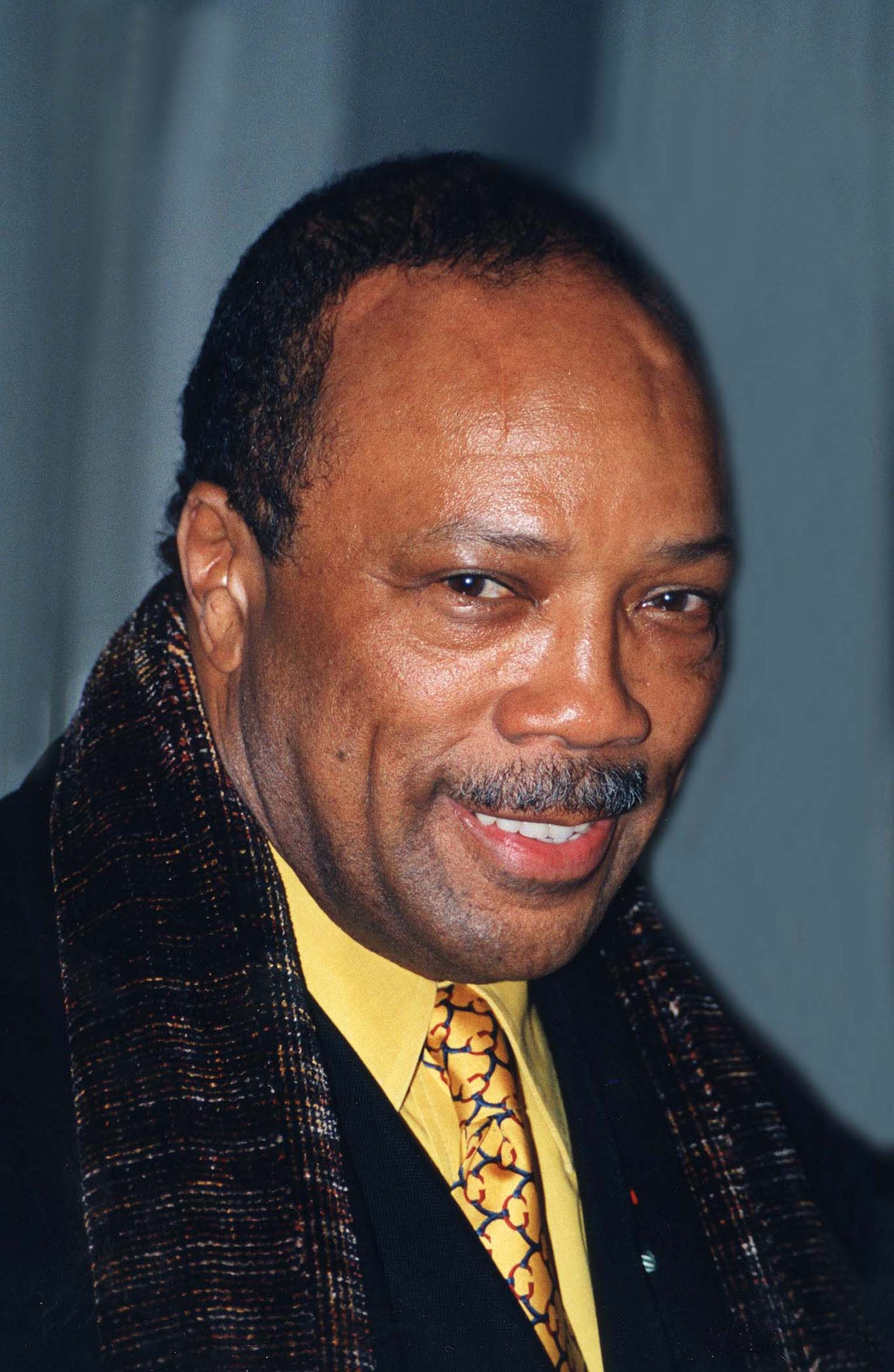
Quincy Jones

- Colombe Jacobsen-Derstine (née en 1979), actrice.
- Andrea Jaeger (née en 1965), joueuse de tennis.
- Janet Jagan (1920-2009), ex-présidente de la République coopérative du Guyana.
- Jeremih (né en 1987), chanteur.
- Marshall Jefferson (né en 1959), DJ, compositeur et producteur de musique électronique.
- Leroy Jenkins (1932-2007), musicien de jazz, compositeur et violoniste (free jazz).
- Donald Johanson (né en 1943), paléoanthropologue.
- Curtis Jones ou Green Velvet (né en 1968), musicien et Disc jockey.
- Davy Jones (né en 1964), pilote automobile.
- Donell Jones (né le 22 mai 1973), chanteur, parolier, compositeur.
- Quincy Jones (né en 1933), musicien, producteur de disques.
- Jon Jost (né en 1943), scénariste, producteur, acteur et compositeur.
- Whitcomb Judson (1836-1909), inventeur.

## K

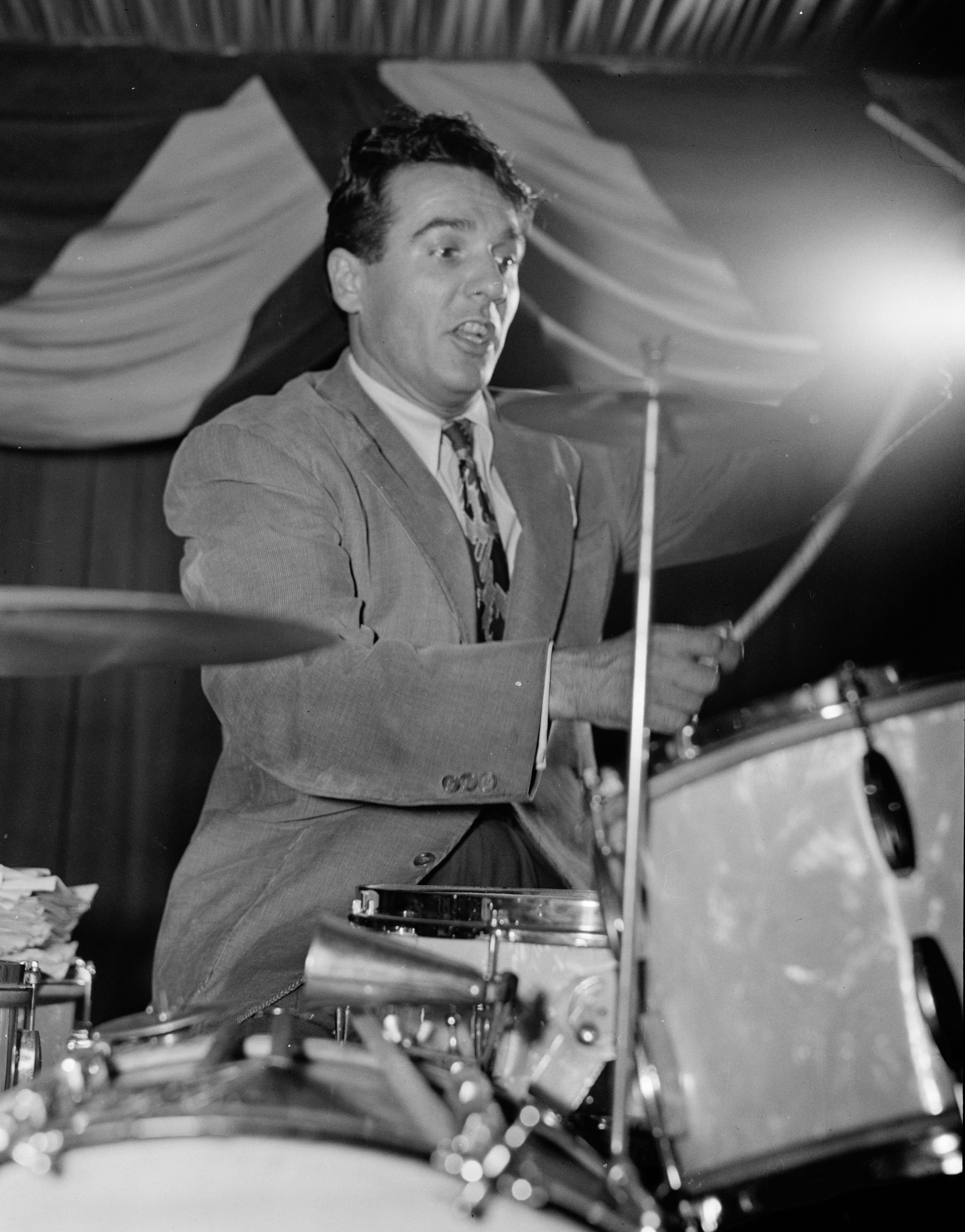
Gene Krupa

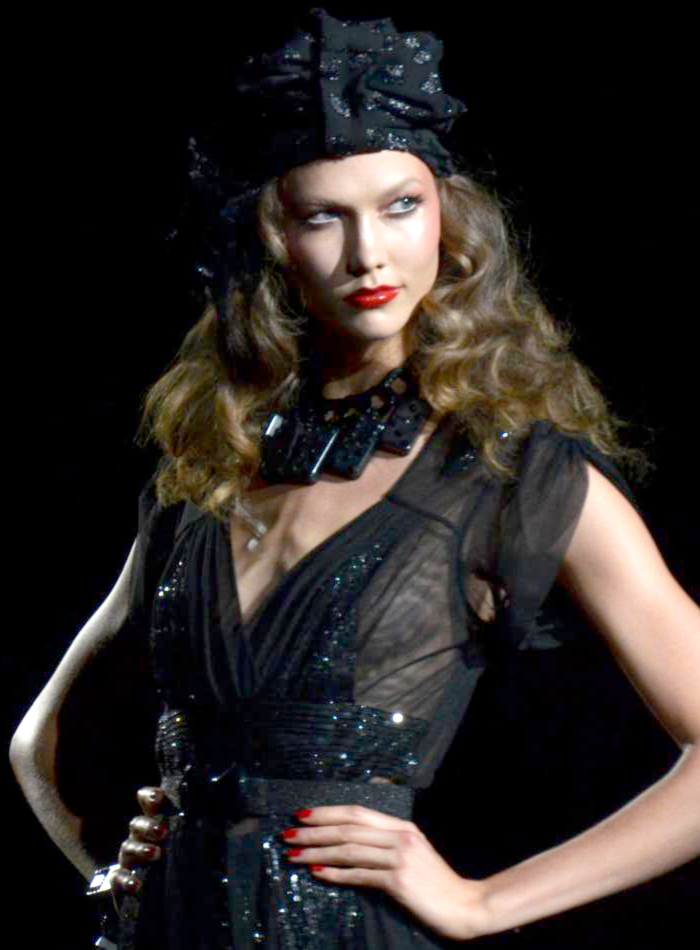
Karlie Kloss

- Theodore Kaczynski (1942-2023), terroriste connu sous le nom de « Unabomber ».
- Phil Karlson (1908-1985), réalisateur, scénariste et producteur.
- Kaskade, Disc-Jockey.
- Terry Kath (1946-1978), fondateur du groupe Chicago.
- Chief Keef (né Keith Farrell Cozart en 1995), rappeur.
- Day Keene (1904-1969) écrivain de romans policiers.
- R. Kelly (né en 1969), chanteur.
- Vance Kelly (né en 1954), chanteur-guitariste de blues.
- Ethel Kennedy (1928-2024), épouse de Robert Kennedy.
- Otto Kerner (1908-1976), homme politique.
- Johnny Kerr (1932-2009), joueur et entraîneur professionnel de basket-ball.
- Brian Kerwin (né en 1949) acteur et producteur.
- Chaka Khan (née Yvette Marie Stevens en 1953), chanteuse.
- Richard Kiley (1922-1999), acteur.
- Lynzee Klingman (né en 1943), monteur.
- Karlie Kloss (née en 1992), mannequin.
- Richard A. Knaak (né en 1961), auteur.
- Walter Koenig (né en 1936), acteur.
- Gene Krupa (1909-1973), batteur et chef d'orchestre de jazz.
- Mike Krzyzewski (né en 1947), entraîneur de Basket-ball.

## L

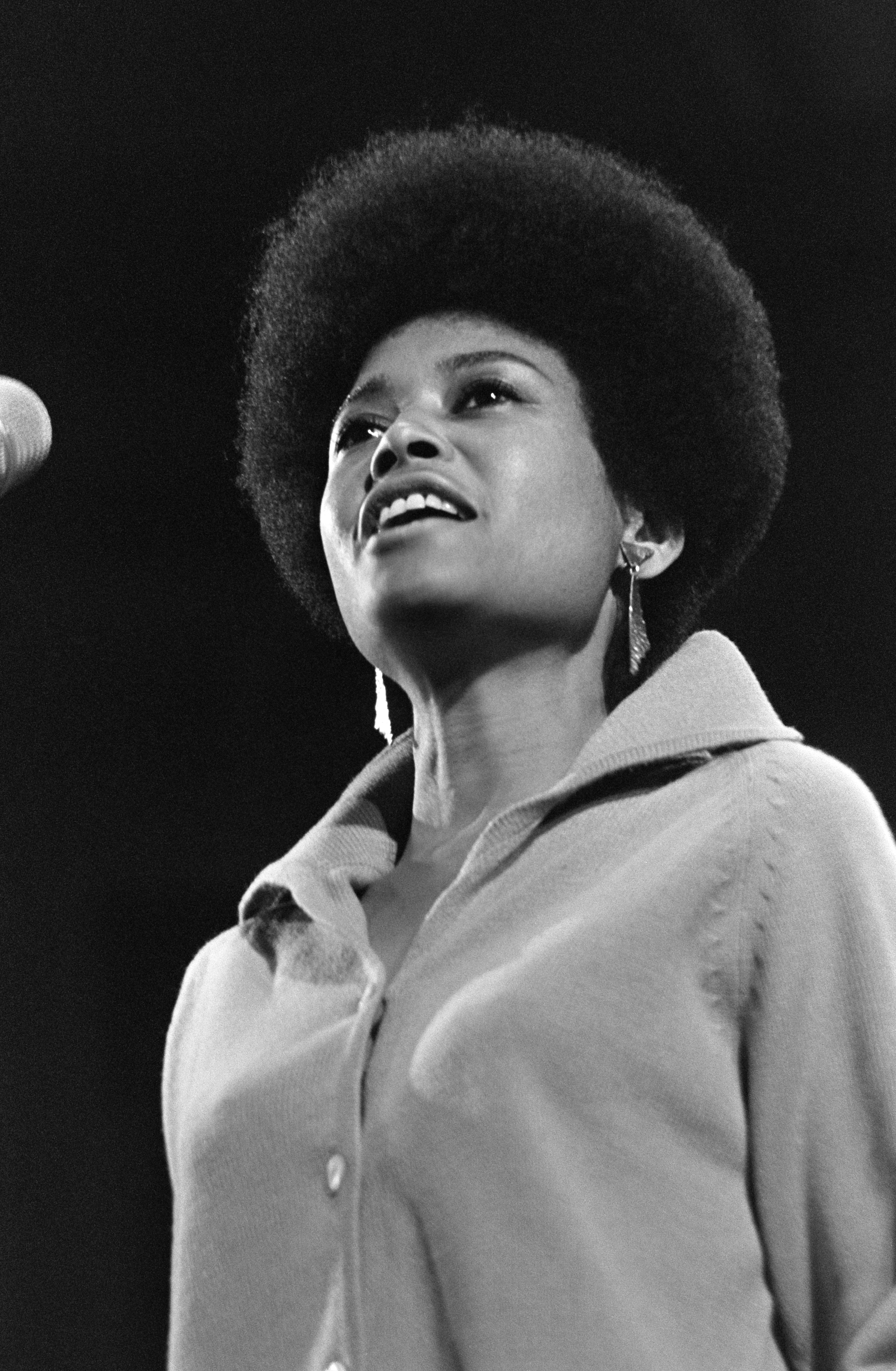
Abbey Lincoln

- John Landis (né en 1950), acteur et cinéaste.
- Ring Lardner Jr. (1915-2000), scénariste.
- Rod La Rocque (1896-1969), acteur.
- Nella Larsen (1891-1964), écrivain.
- Jonathan Latimer (1906-1983), écrivain et scénariste.
- Arnold Laven (1922-2009), réalisateur.
- Anton Szandor LaVey (1930-1997), gourou sataniste.
- Léon XIV (né Robert Francis Prevost en 1955), 267e pape de l'Église catholique.
- Robert Z. Leonard (1889-1968), réalisateur.
- Samm Levine (né en 1982), acteur.
- Ramsey Lewis (1935-2022), pianiste et claviériste.
- Abbey Lincoln (1930-2010), chanteuse de jazz, parolière et comédienne.
- Lil Durk (né Durk Derrick Banks en 1992), rappeur.
- Lil' Louis (né en 1962), Disc-Jockey.
- Alison Lurie (1926-2020), romancière et universitaire.

## M
- Bernie Mac (né en 1957), acteur.

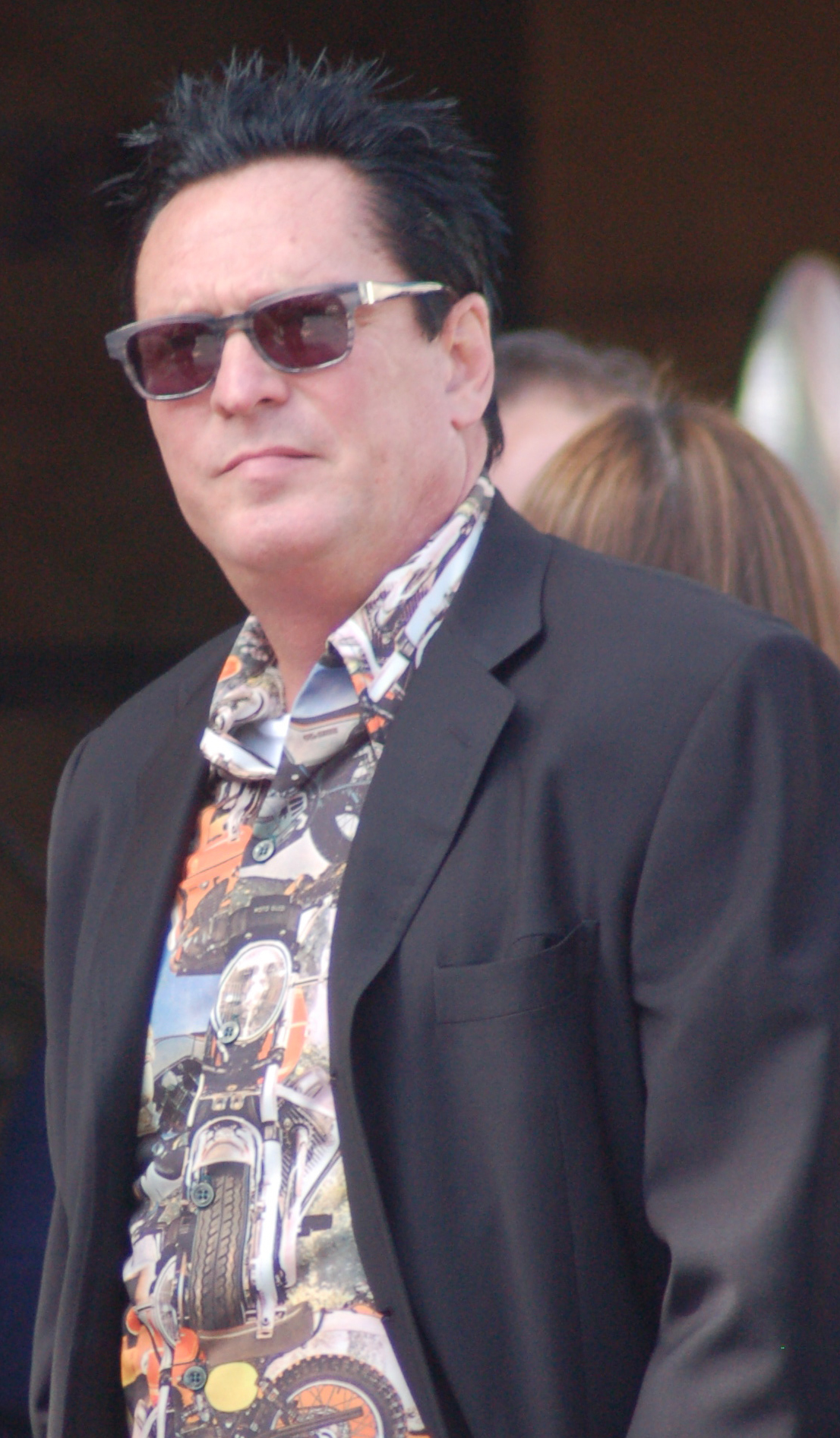
Michael Madsen

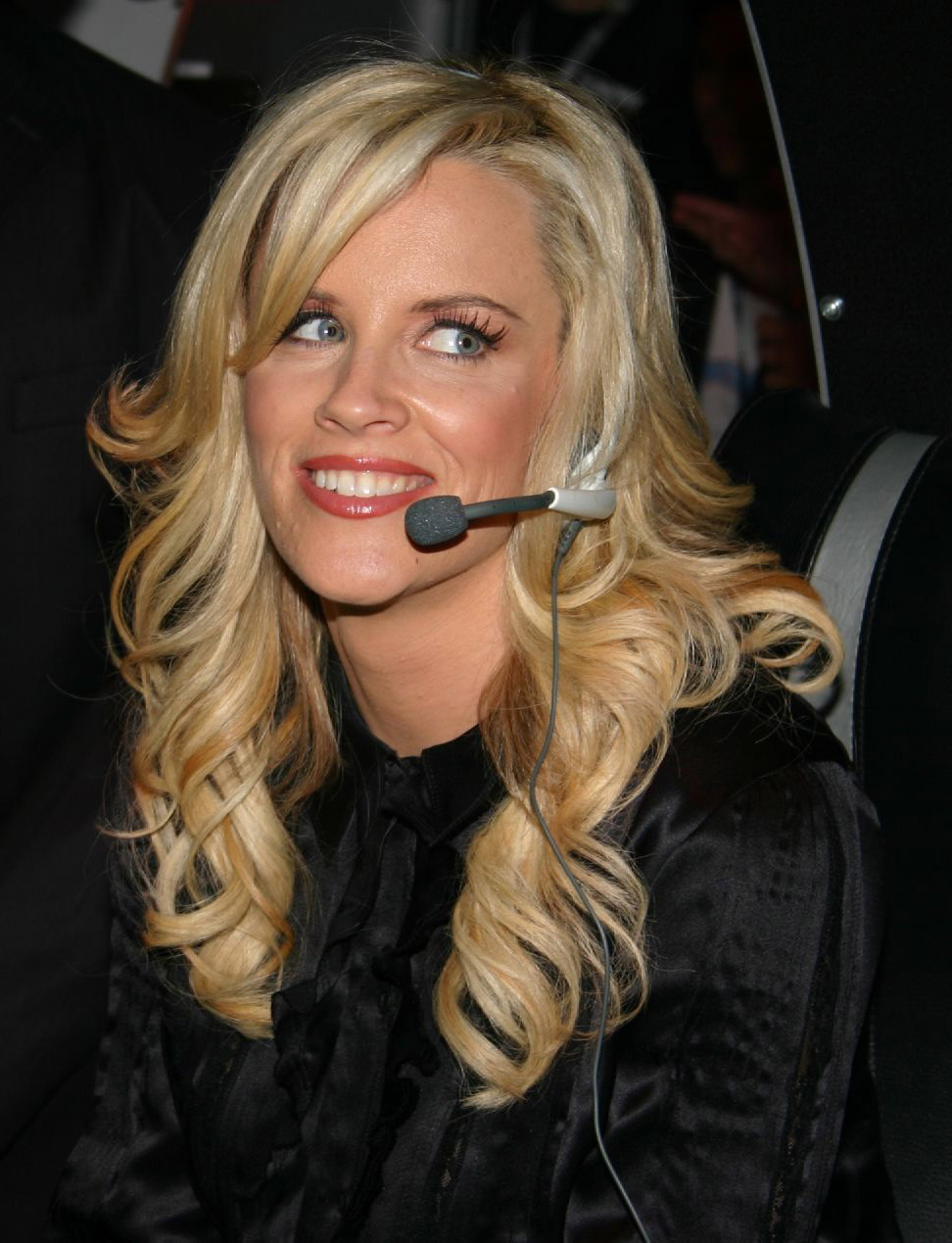
Jenny McCarthy

- Gordon McCallum (1919-1989), ingénieur du son.
- Michael Madsen (né en 1958), acteur.
- Virginia Madsen (née en 1963), actrice.
- Karl Malden (1912-2009), acteur.
- David Mamet (né en 1947), acteur, producteur, réalisateur, scénariste, auteur et essayiste.
- Larry Manetti (né en 1947), acteur.
- Michael Mann (né en 1943), producteur, réalisateur et scénariste.
- Joe Mantegna (né en 1947), acteur.
- Ray Manzarek (1939-2013), ancien claviériste du groupe The Doors.
- Brit Marling (née en 1982), actrice.
- Ken Mattingly (1936-2023), astronaute.
- Curtis Mayfield (1942-1999), musicien, chanteur de soul music.
- Jenny McCarthy (née en 1972), mannequin et actrice.
- Frances McDormand (née en 1957), actrice.
- William P. McGivern (1922-1982), écrivain et scénariste
- Aaron McGruder (né en 1974), auteur de bandes dessinées.
- Donovan McNabb (né en 1976), joueur américain de football U.S.
- Alley Mills (née en 1951), actrice.
- Donna Mills (née en 1940), actrice américaine
- Vincente Minnelli (1903-1986), réalisateur.
- Harriet Monroe (1860-1936), poétesse et éditrice.
- Annabelle Moore (1878-1961), actrice.
- Clayton Moore (1914-1999), acteur.
- Jennifer Morrison (née en 1979), actrice.
- Carol Moseley-Braun (né en 1947), femme politique, sénatrice.
- Timothy D. Murphy (1885-1928), gangster.

## N

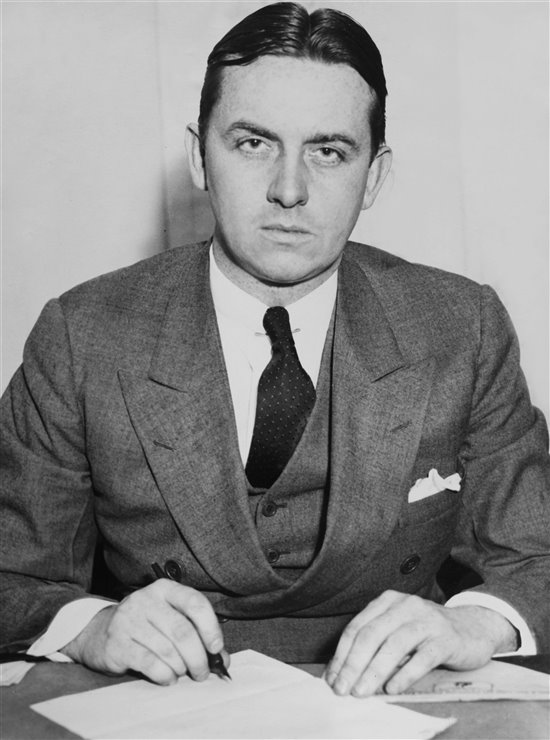
Eliot Ness

- Joseph Nechvatal (né en 1951), artiste.
- Paul Nelson (1895-1979), architecte.
- Baby Face Nelson (1908-1934), gangster.
- Marc Nerlove (1933-2024), économiste.
- Eliot Ness (1903-1957), policier et chef des Incorruptibles durant la Prohibition.
- Norman Dennis Newell (1909-2005), géologue et paléontologue.
- Anthony Nicholson, producteur de deep house.
- Jack Nitzsche (1937-2000), compositeur de musique de film.
- Agnes Nixon (1922-2016), scénariste et réalisatrice.
- Frank Norris (1870-1902), écrivain.
- Kim Novak (née en 1933), actrice.

## O

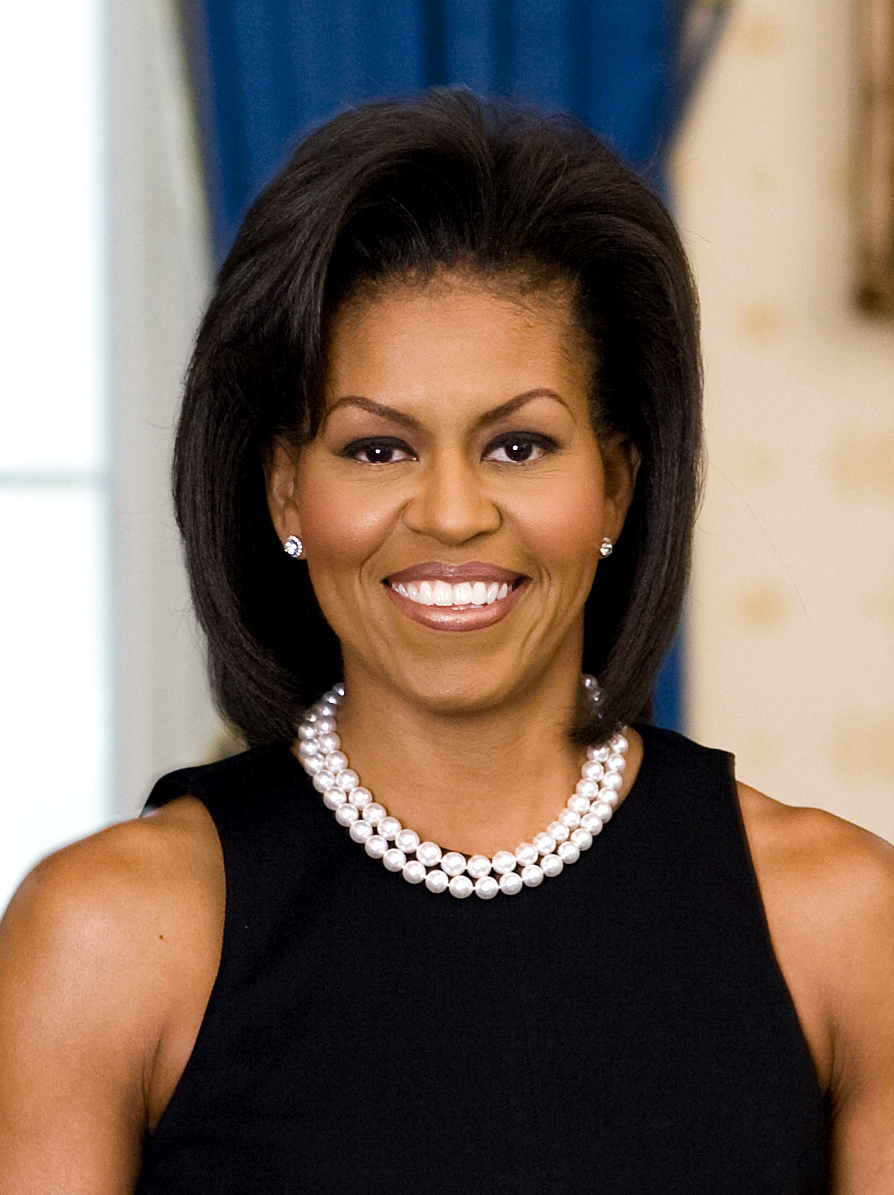
Michelle Obama

- Berry Oakley (1948-1972), bassiste du groupe de rock The Allman Brothers Band
- Michelle Obama (née le 17 janvier 1964), épouse du 44e et premier président des États-Unis d'ascendance noire, Barack Obama.
- Arch Oboler (1909-1987), scénariste, réalisateur et producteur
- Donald O'Connor (1925-2003), comédien, danseur, réalisateur, producteur.
- Michael O'Hare (1952-2012), acteur.
- Ken Olin (né le 30 juillet 1954), acteur, réalisateur, producteur.
- Milton L. Olive III (1946-1965) soldat américain récipiendaire de la Medal of Honor.
- Gertrude Olmstead (1897-1975), actrice.

## P

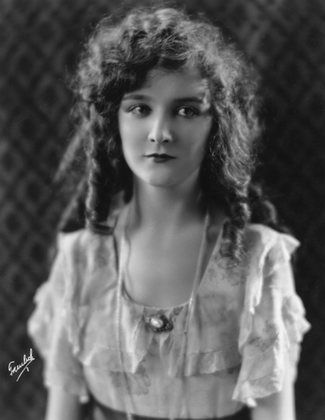
Mary Philbin

- Robert Roswell Palmer (1909-2002), historien à l'université de Princeton.
- Darryl Pandy (1962-2011), DJ, auteur-compositeur et producteur de musique électronique.
- Richard Anthony Parker (1905-1993), égyptologue.
- Ed Paschke (1939-2004), peintre.
- Mandy Patinkin (né en 1952), acteur et chanteur.
- René Plaissetty (1889-1955), cinéaste.
- Lonnie Plaxico (né en 1960), bassiste.
- Melvin Van Peebles (1932-2021), acteur, scénariste, réalisateur, producteur.
- Wally Pfister (né en 1961), photographe.
- Mary Philbin (1902-1993), actrice du cinéma muet.
- John Podesta (né en 1949), homme politique.
- David Power (né en 1944), ancien joueur de tennis.
- Penny Pritzker (née en 1959), femme d'affaires et actuelle secrétaire au Commerce des États-Unis.
- Danny Pudi (né en 1979), acteur.
- Hilary Putnam (1926-2016), philosophe.

## R

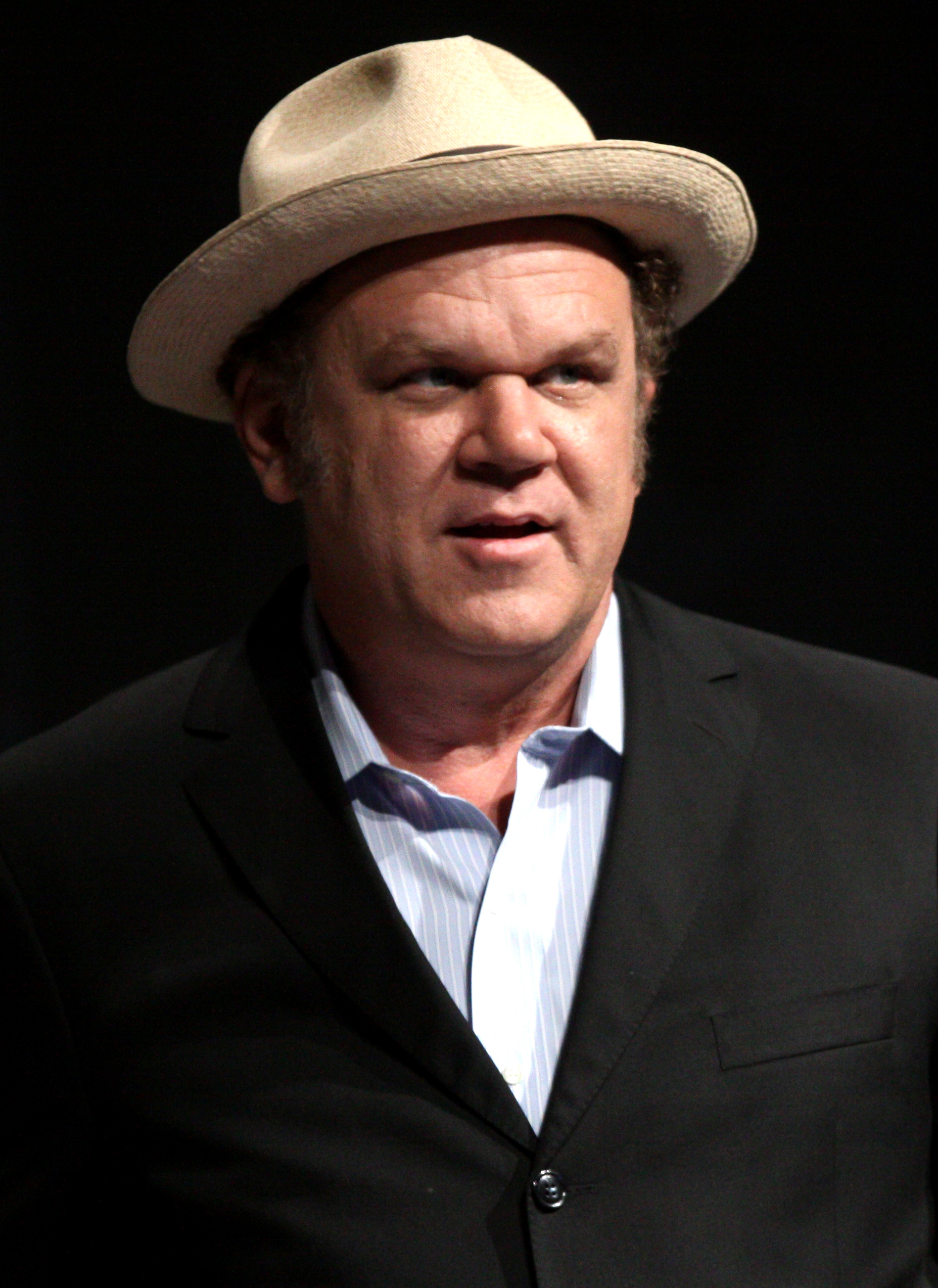
John C. Reilly

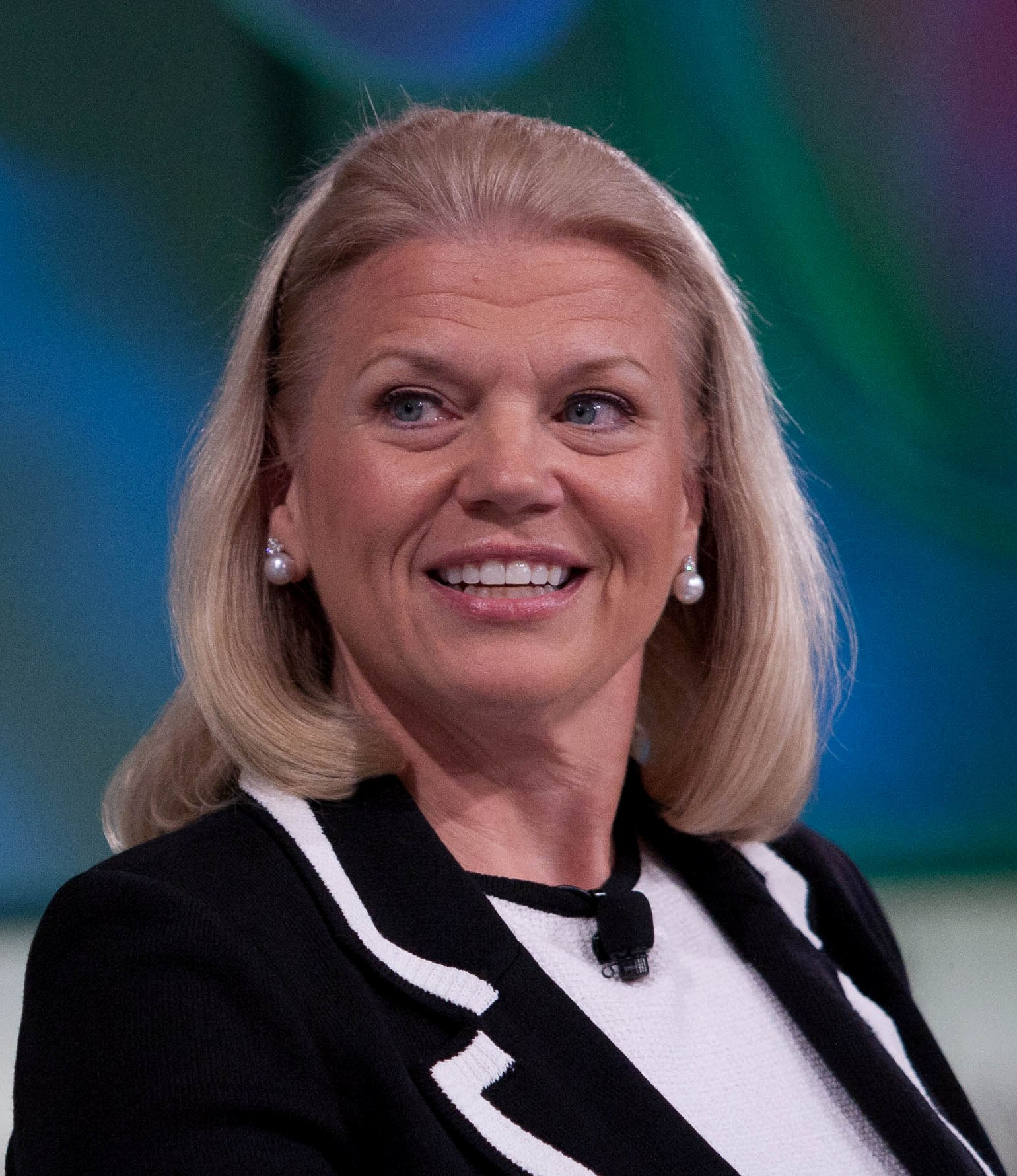
Virginia Rometty

- Harold Ramis (né en 1944), acteur, réalisateur et scénariste.
- Charles Ray (né en 1953), sculpteur.
- John C. Reilly (né en 1965), acteur.
- Rhymefest (né en 1977), rappeur.
- Quentin Richardson (né en 1980), joueur professionnel de basket-ball.
- Leda Richberg-Hornsby (1886-1939), aviatrice.
- Lauren Ridloff (née en 1978), actrice.
- Minnie Riperton (1947-1979), chanteuse.
- Walter Ris (1924-1989), nageur.
- Jason Robards (1922-2000), acteur.
- Virginia Rometty (née en 1957), ancienne présidente-directrice générale du groupe IBM.
- Carol Roth (née en 1973), personnalité de la télévision.
- Derrick Rose (né en 1988), joueur professionnel de basket-ball.
- Helen Rose (1904-1985), costumière.
- Dan Rostenkowski (1928-2010), homme politique.
- Jack Rubenstein (1911-1967), assassin de Lee Harvey Oswald.
- Robert Ryan (1909-1973), acteur.

## S

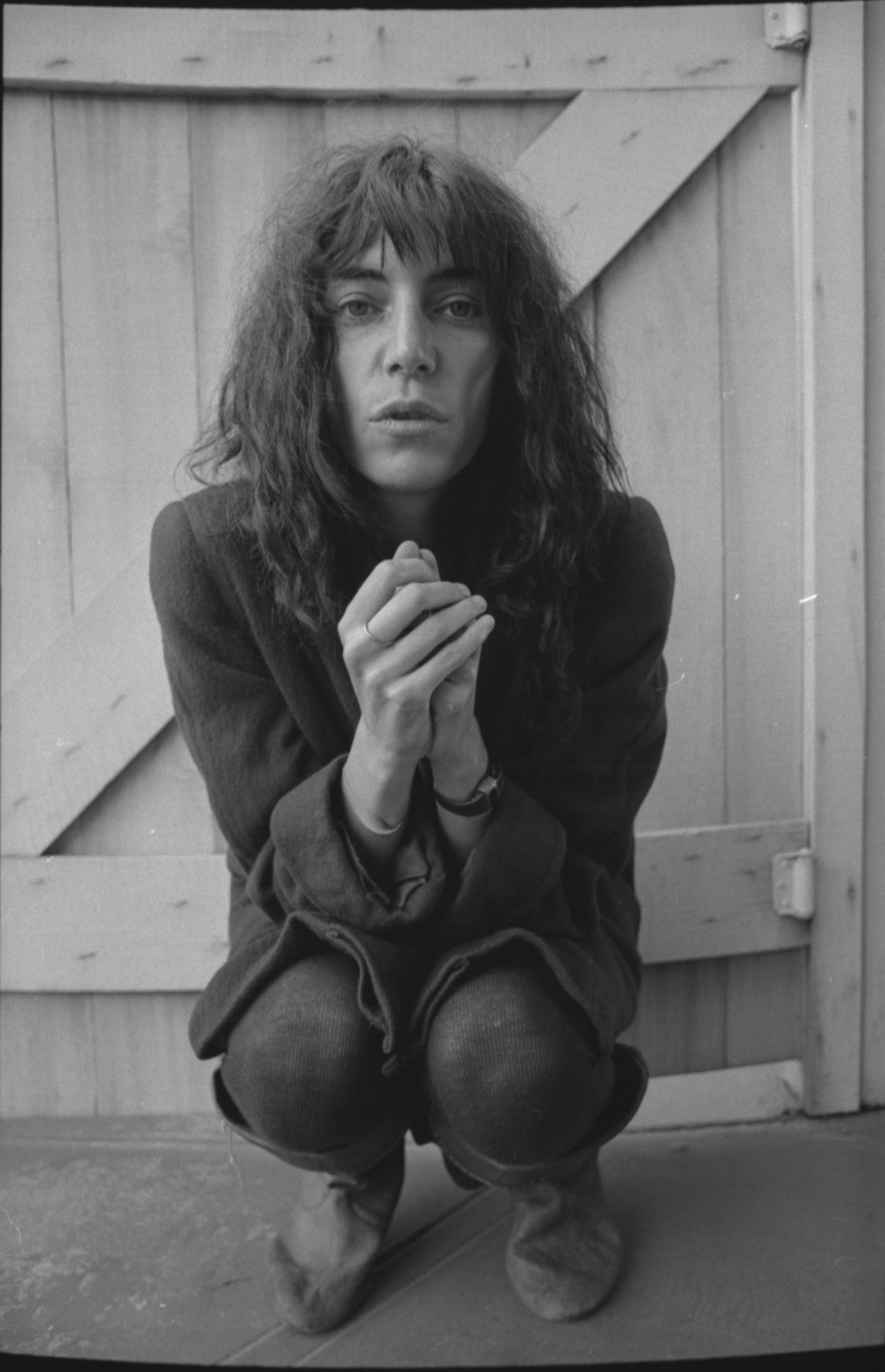
Patti Smith

- Christina Santiago (née en 1981), playmate.
- Jesse Saunders (né en 1962), disc jockey.
- Shawnna (née en 1979), rappeuse.
- Sidney Sheldon (1917-2007), écrivain.
- Maria Shriver (née en 1955), ex-épouse d'Arnold Schwarzenegger.
- Don Siegel (1912-1991), réalisateur.
- Shel Silverstein (1930-1999), compositeur, poète, auteur de chansons, scénariste, acteur et réalisateur.
- Bobby Simmons (né en 1980), joueur de basket-ball.
- Gene Siskel (1946-1999), critique de cinéma.
- Patti Smith (née en 1946), chanteuse de rock.
- David Soul (née en 1943), acteur.
- Soulja Boy Tell 'Em (né en 1990), rappeur.
- Vincent Spadea (né en 1974), joueur de tennis.
- Albert Spalding (1888-1953), violoniste.
- Muggsy Spanier (1906-1967), cornettiste de jazz.
- Lawrence Burst Sperry (1892-1923), pionnier de l'aviation, inventeur du pilotage automatique et de l'horizon artificiel.
- Preston Sturges (1898-1959), scénariste, réalisateur, producteur et acteur.

## T

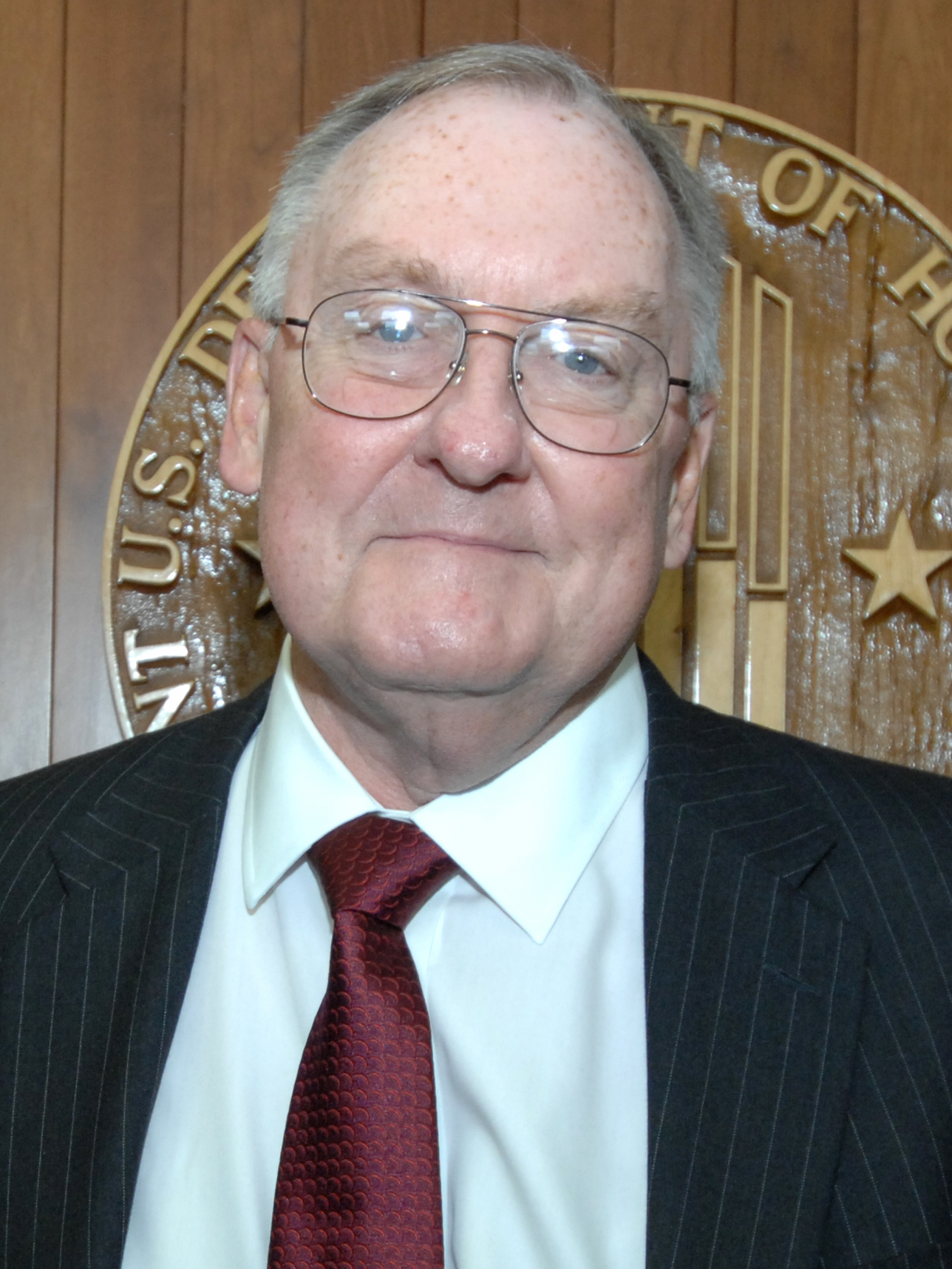
James R. Thompson

- Antwon Tanner (né en 1975), acteur.
- Larenz Tate (né en 1975), acteur.
- Mister T. (né Laurence Tureaud en 1952), acteur, ancien catcheur.
- Norman Taurog (1899-1981), réalisateur.
- Mike Taylor (né en 1986), joueur américain de basket-ball.
- Andy Tennant (né en 1955), acteur, producteur, réalisateur et scénariste
- Roy Thinnes (né en 1938), acteur.
- Isiah Thomas (né en 1961), basketteur.
- James R. Thompson (1936-2020), gouverneur de l'État de l'Illinois de 1977 à 1991.
- Nicolaus Tideman (né en 1943), professeur d'économie à l'Institut polytechnique et université d'État de Virginie.
- Emmett Tinley, compositeur-interprète multi-instrumentiste.
- Giorgio Tozzi (1923-2011), chanteur lyrique.
- Mary Ellen Trainor (1952-2015), actrice.
- Robin Tunney (née le 1972), actrice.
- Twista (né Carl Terrell Mitchell en 1973), rappeur.

## V

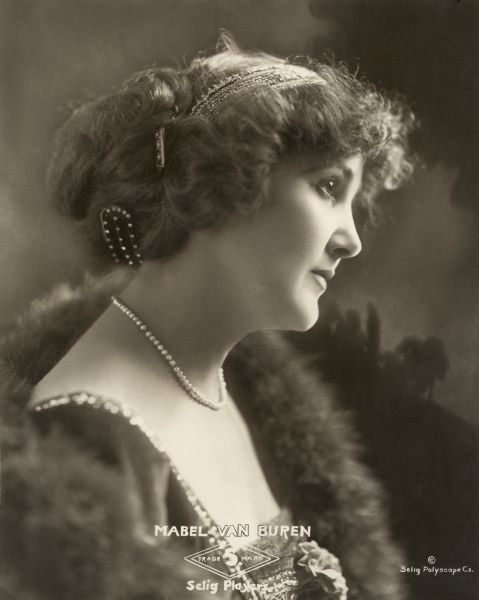
Mabel Van Buren

- Mabel Van Buren (1878-1947), actrice.
- Virginia Van Upp (1902-1970), scénariste et productrice de cinéma.
- Leigh Van Valen (1935-2010), biologiste.
- Danitra Vance (1959-1994), actrice.
- Geoff Vanderstock (né en 1946), athlète spécialiste du 400 mètres haies.
- Charles L. Veach (1944-1995), astronaute.
- Bill Veeck (1914-1986), dirigeant de baseball et propriétaire des White Sox de Chicago.
- Nadine Velazquez (née en 1978), actrice et modèle.
- Bruno VeSota (1922-1976), acteur, réalisateur, scénariste et producteur de cinéma.
- Vincent du Vigneaud (1901-1978), biochimiste.
- Jory Vinikour (né en 1963), claveciniste.

## W

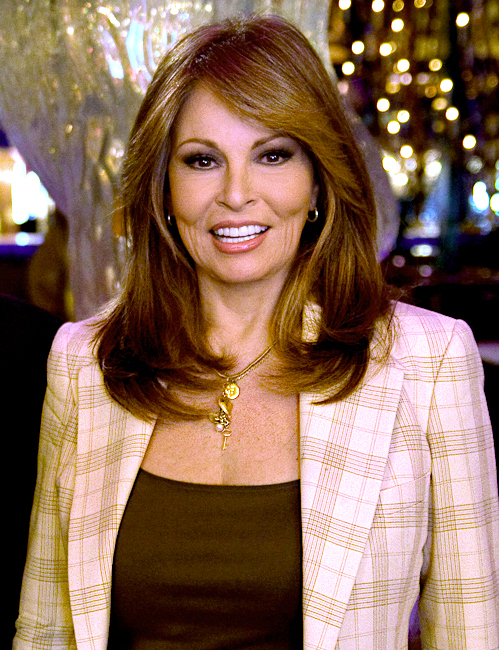
Raquel Welch

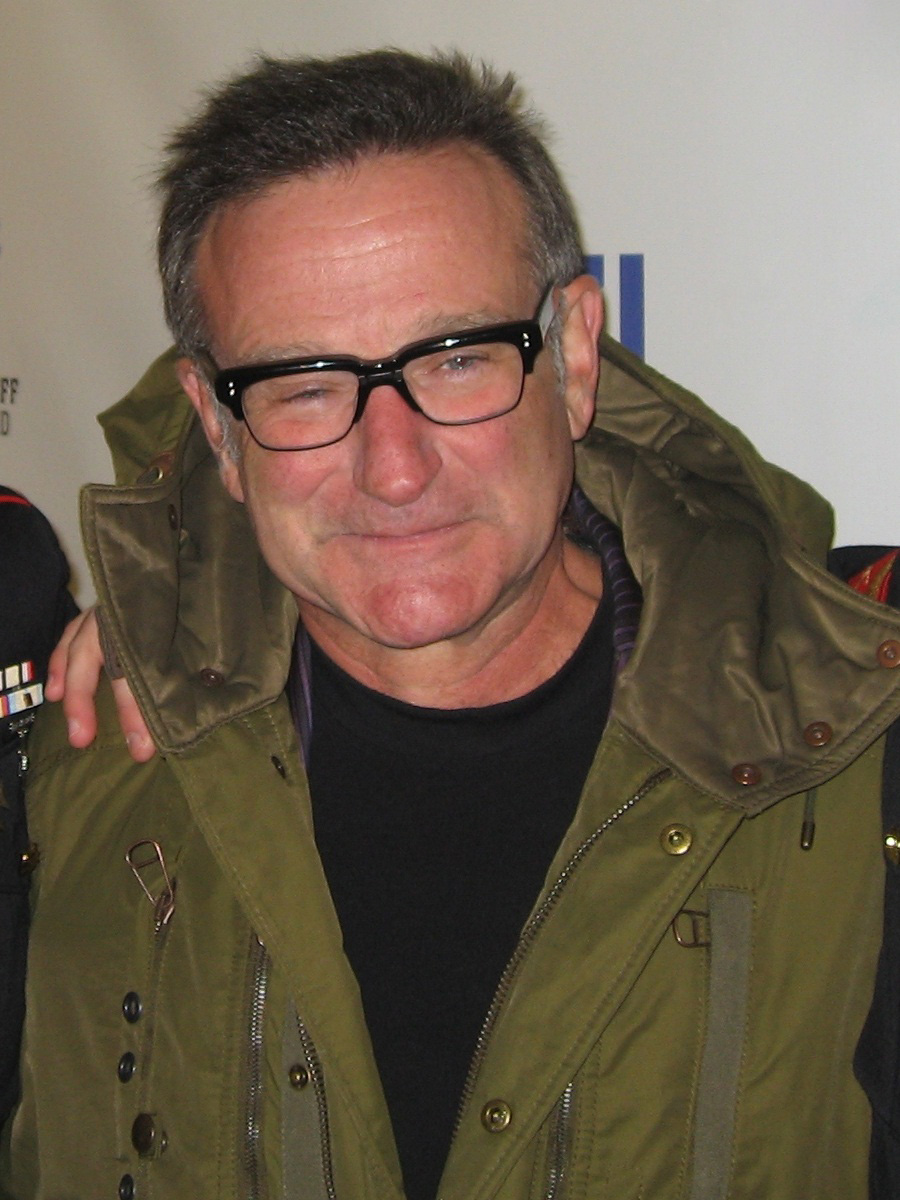
Robin Williams

- Dwyane Wade (né en 1982), joueur de basket-ball.
- Antoine Walker (né en 1976), joueur de basket-ball.
- Chris Wallace (né en 1947), présentateur de télévision.
- Sam Wanamaker (1919-1993), acteur et réalisateur.
- Harold Washington (1922-1987), premier maire afro-américain de Chicago de 1981 à 1983.
- James D. Watson (né en 1928), généticien et biochimiste, Prix Nobel de Physiologie et de Médecine 1962.
- Hymie Weiss (1898-1926), gangster.
- Michael T. Weiss (né en 1962), acteur.
- Raquel Welch (1940-2023), actrice.
- George Wendt (né en 1948), acteur.
- Gracyn Wheeler (1914-1980), joueuse de tennis.
- Jesse Williams (né en 1981), acteur
- Tony Williams (1945-1997), batteur de jazz.
- Robin Williams (1951-2014), acteur.
- Richard S. Williamson (1949-2013), avocat, diplomate et enseignant.
- John Wolyniec (né en 1984), footballeur.
- Barbara Alyn Woods (née en 1962), actrice.
- Amy Wright (née en 1950), actrice.
- Burton A. Weisbrod (né en 1931), économiste.

## Y

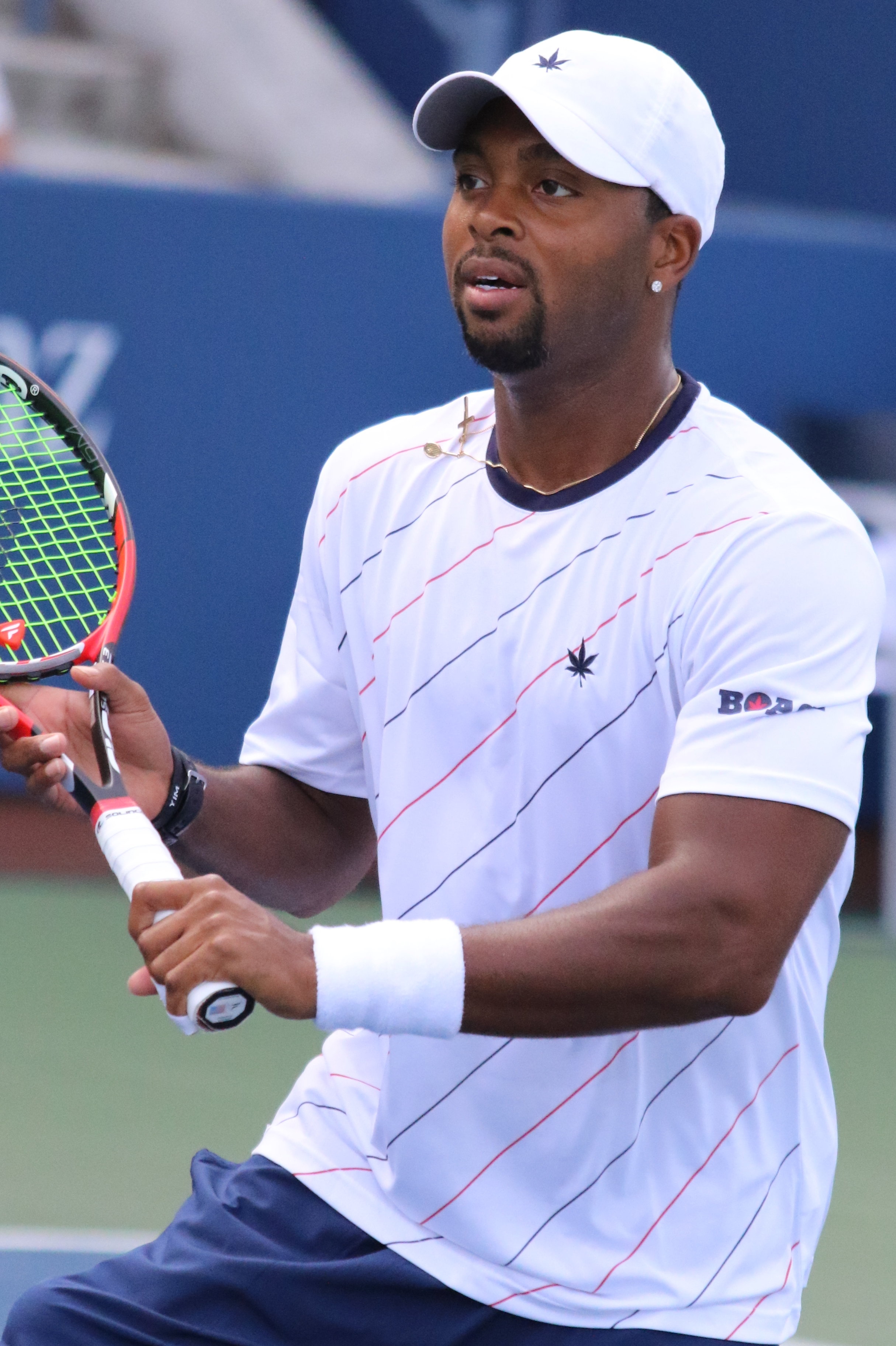
Donald Young

- James Yaffe (1927-2017), écrivain, dramaturge et scénariste.
- Francis Parker Yockey (1917-1960), essayiste, théoricien politique.
- Philip Yordan (1914-2003), scénariste et producteur.
- John J. York (né en 1958), acteur.
- Donald Young (né en 1989), joueur de tennis.
- Robert Young (1907-1998), acteur.
- Victor Young (1899-1956), compositeur et acteur.
- Tyler Young (né en 1990), acteur.

## Z

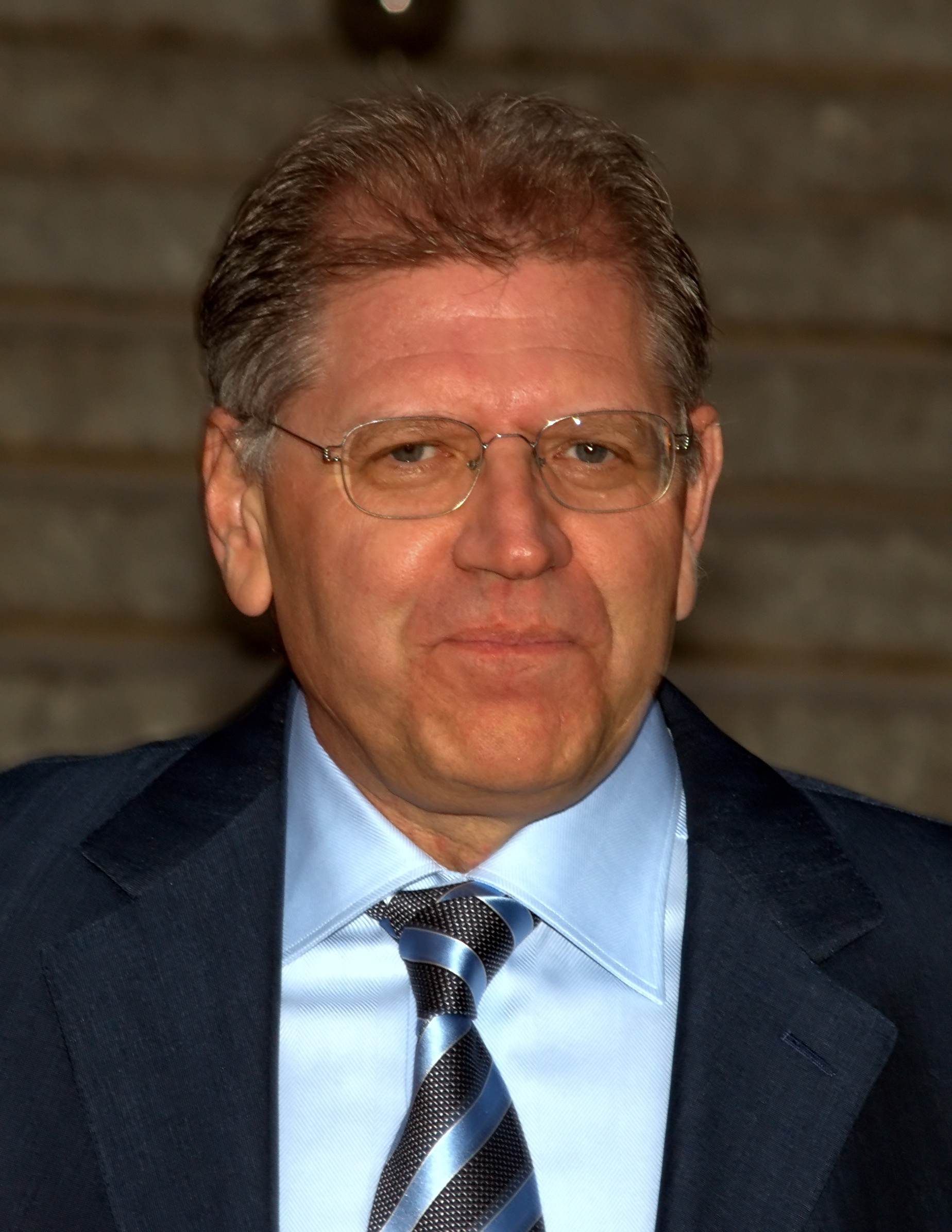
Robert Zemeckis

- Jacob Zachar (né en 1986), acteur connu pour avoir joué dans la série GRΣΣK.
- Billy Zane (né le 24 février 1966), acteur et réalisateur.
- Larry Zbyszko (né en 1951), catcheur.
- Robert Zemeckis (né le 14 mai 1952), réalisateur et scénariste.
- Warren Zevon (1947-2003), chanteur et auteur de chansons.
- Ted Zeigler (1926-1999), acteur et scénariste.
- Florenz Ziegfeld (1867-1932), impresario et producteur de Broadway.
- Evan Ziporyn (né en 1959), musicien et compositeur.
- Adrian Zmed (né en 1954), acteur.
- Zim Zum (né en 1969), ancien guitariste du groupe Marilyn Manson.
- Edward Zwick (né en 1952), réalisateur, producteur et scénariste.

- Haut – A
- B
- C
- D
- E
- F
- G
- H
- I
- J
- K
- L
- M
- N
- O
- P
- Q
- R
- S
- T
- U
- V
- W
- X
- Y
- Z